# ATP Tour 2023
L'ATP Tour 2023 è un insieme di tornei organizzati dall'ATP divisi in quattro categorie: tornei del Grande Slam (supervisionati dall'ITF), Masters 1000, 500 e 250, oltre alla United Cup introdotta in questa stagione. Il programma comprendeva anche la Coppa Davis (organizzata dall'ITF), le ATP Finals, le Next Generation ATP Finals e la Laver Cup.

## Calendario
Questo è il calendario completo degli eventi del 2023, con i risultati in progressione dai quarti di finale.
Legenda
| Grande Slam           |
| ATP Finals            |
| ATP Tour Masters 1000 |
| ATP Tour 500          |
| ATP Tour 250          |
| Evento a squadre      |

### Gennaio
| Settimana             | Torneo | Campioni | Finalisti | Semifinalisti                         | Eliminati ai quarti di finale                                            |
| --------------------- | --- | --- | --- | ------------------------------------- | ------------------------------------------------------------------------ |
| 2 gennaio             | United Cup Brisbane, Perth, Sydney, Australia Torneo a squadre miste maschile e femminile 15 000 000 $ - Cemento - 18 squadre | Stati Uniti 4-0 | Italia | Polonia Grecia                        | City Finals Croazia Gran Bretagna                                        |
| 2 gennaio             | Adelaide International 1 Adelaide, Australia ATP Tour 250 642 735 $ - Cemento - 32S/16Q/24D Singolare - Doppio | Novak Đoković 6(8)-7, 7-6(3), 6-4 | Sebastian Korda | Daniil Medvedev Yoshihito Nishioka    | Denis Shapovalov Karen Chačanov Jannik Sinner Alexei Popyrin             |
| 2 gennaio             | Adelaide International 1 Adelaide, Australia ATP Tour 250 642 735 $ - Cemento - 32S/16Q/24D Singolare - Doppio | Lloyd Glasspool Harri Heliövaara 6-3, 7-6(3) | Jamie Murray Michael Venus | Daniil Medvedev Yoshihito Nishioka    | Denis Shapovalov Karen Chačanov Jannik Sinner Alexei Popyrin             |
| 2 gennaio             | Maharashtra Open Pune, India ATP Tour 250 642 735 $ - Cemento - 28S/16Q/16D Singolare - Doppio | Tallon Griekspoor 4-6, 7-5, 6-3 | Benjamin Bonzi | Aslan Karacev Botic van de Zandschulp | Marin Čilić Pedro Martínez Filip Krajinović Maximilian Marterer          |
| 2 gennaio             | Maharashtra Open Pune, India ATP Tour 250 642 735 $ - Cemento - 28S/16Q/16D Singolare - Doppio | Sander Gillé Joran Vliegen 6-4, 6-4 | Sriram Balaji Jeevan Nedunchezhiyan | Aslan Karacev Botic van de Zandschulp | Marin Čilić Pedro Martínez Filip Krajinović Maximilian Marterer          |
| 9 gennaio             | Adelaide International 2 Adelaide, Australia ATP Tour 250 642 735 $ - Cemento - 28S/16Q/16D Singolare - Doppio | Kwon Soon-woo 6-4, 4-6, 7-6(4) | Roberto Bautista Agut | Thanasi Kokkinakis Jack Draper        | Miomir Kecmanović Alejandro Davidovich Fokina Karen Chačanov Mikael Ymer |
| 9 gennaio             | Adelaide International 2 Adelaide, Australia ATP Tour 250 642 735 $ - Cemento - 28S/16Q/16D Singolare - Doppio | Marcelo Arévalo Jean-Julien Rojer w/o | Ivan Dodig Austin Krajicek | Thanasi Kokkinakis Jack Draper        | Miomir Kecmanović Alejandro Davidovich Fokina Karen Chačanov Mikael Ymer |
| 9 gennaio             | Auckland Open Auckland, Nuova Zelanda ATP Tour 250 713 495 $ - Cemento - 28S/16Q/16D Singolare - Doppio | Richard Gasquet 4-6, 6-4, 6-4 | Cameron Norrie | Constant Lestienne Jenson Brooksby    | Laslo Đere David Goffin Quentin Halys Marcos Giron                       |
| 9 gennaio             | Auckland Open Auckland, Nuova Zelanda ATP Tour 250 713 495 $ - Cemento - 28S/16Q/16D Singolare - Doppio | Nikola Mektić Mate Pavić 6-4, 6(5)-7, [10-6] | Nathaniel Lammons Jackson Withrow | Constant Lestienne Jenson Brooksby    | Laslo Đere David Goffin Quentin Halys Marcos Giron                       |
| 16 gennaio 29 gennaio | Australian Open Melbourne, Australia Grande Slam 34 848 000 A$ - Cemento - 128S/128Q/64D/32X Singolare - Doppio - Doppio misto | Novak Đoković 6-3, 7-6(4), 7-6(5) | Stefanos Tsitsipas | Karen Chačanov Tommy Paul             | Sebastian Korda Jiří Lehečka Andrej Rublëv Ben Shelton                   |
| 16 gennaio 29 gennaio | Australian Open Melbourne, Australia Grande Slam 34 848 000 A$ - Cemento - 128S/128Q/64D/32X Singolare - Doppio - Doppio misto | Rinky Hijikata Jason Kubler 6-4, 7-6(4) | Hugo Nys Jan Zieliński | Karen Chačanov Tommy Paul             | Sebastian Korda Jiří Lehečka Andrej Rublëv Ben Shelton                   |
| 16 gennaio 29 gennaio | Australian Open Melbourne, Australia Grande Slam 34 848 000 A$ - Cemento - 128S/128Q/64D/32X Singolare - Doppio - Doppio misto | Luisa Stefani Rafael Matos 7-6(2), 6-2 | Sania Mirza Rohan Bopanna | Karen Chačanov Tommy Paul             | Sebastian Korda Jiří Lehečka Andrej Rublëv Ben Shelton                   |
| 30 gennaio            | Coppa Davis - Qualificazioni Fiume, Croazia – Cemento (i) Tatabánya, Ungheria – Cemento (i) Tashkent, Uzbekistan – Cemento (i) Treviri, Germania – Cemento (i) Cota, Colombia – Terra rossa (i) Oslo, Norvegia – Cemento (i) La Serena, Cile – Terra rossa Seul, Corea del Sud – Cemento (i) Stoccolma, Svezia – Cemento (i) Groninga, Paesi Bassi – Cemento (i) Espoo, Finlandia – Cemento (i) Maia, Portogallo – Terra rossa (i) | Vincenti spareggio Croazia 3–1 Francia 3–2 Stati Uniti 4–0 Svizzera 3–2 Gran Bretagna 3–1 Serbia 4–0 Cile 3–1 Corea del Sud 3–2 Svezia 3–1 Paesi Bassi 4–0 Finlandia 3–1 Rep. Ceca 3–1 | Perdenti spareggio Austria Ungheria Uzbekistan Germania Colombia Norvegia Kazakistan Belgio Bosnia ed Erzegovina Slovacchia Argentina Portogallo |                                       |                                                                          |

### Febbraio
| Settimana   | Torneo | Campioni                                                     | Finalisti                                  | Semifinalisti                               | Eliminati ai quarti di finale                                                    |
| ----------- | --- | ------------------------------------------------------------ | ------------------------------------------ | ------------------------------------------- | -------------------------------------------------------------------------------- |
| 6 febbraio  | Córdoba Open Córdoba, Argentina ATP Tour 250 713 495 $ - Terra rossa - 28S/16Q/16D Singolare - Doppio                     | Sebastián Báez 6-1, 3-6, 6-3                                 | Federico Coria                             | Hugo Dellien Albert Ramos Viñolas           | Juan Manuel Cerúndolo Marcelo Tomás Barrios Vera João Sousa Francisco Cerúndolo  |
| 6 febbraio  | Córdoba Open Córdoba, Argentina ATP Tour 250 713 495 $ - Terra rossa - 28S/16Q/16D Singolare - Doppio                     | Máximo González Andrés Molteni 6-4, 6-4                      | Sadio Doumbia Fabien Reboul                | Hugo Dellien Albert Ramos Viñolas           | Juan Manuel Cerúndolo Marcelo Tomás Barrios Vera João Sousa Francisco Cerúndolo  |
| 6 febbraio  | Open Sud de France Montpellier, Francia ATP Tour 250 630 705 € - Cemento (i) - 28S/32Q/16D Singolare - Doppio             | Jannik Sinner 7-6(3), 6-3                                    | Maxime Cressy                              | Holger Rune Arthur Fils                     | Grégoire Barrère Borna Ćorić Quentin Halys Lorenzo Sonego                        |
| 6 febbraio  | Open Sud de France Montpellier, Francia ATP Tour 250 630 705 € - Cemento (i) - 28S/32Q/16D Singolare - Doppio             | Robin Haase Matwé Middelkoop 7-6(3), 4-6, [10-6]             | Maxime Cressy Albano Olivetti              | Holger Rune Arthur Fils                     | Grégoire Barrère Borna Ćorić Quentin Halys Lorenzo Sonego                        |
| 6 febbraio  | Dallas Open Dallas, Stati Uniti ATP Tour 250 822 175 $ - Cemento (i) - 28S/32Q/16D Singolare - Doppio                     | Wu Yibing 6(4)-7, 7-6(3), 7-6(12)                            | John Isner                                 | Taylor Fritz Jeffrey John Wolf              | Marcos Giron Adrian Mannarino Emilio Gómez Frances Tiafoe                        |
| 6 febbraio  | Dallas Open Dallas, Stati Uniti ATP Tour 250 822 175 $ - Cemento (i) - 28S/32Q/16D Singolare - Doppio                     | Jamie Murray Michael Venus 1-6, 7-6(4), [10-7]               | Nathaniel Lammons Jackson Withrow          | Taylor Fritz Jeffrey John Wolf              | Marcos Giron Adrian Mannarino Emilio Gómez Frances Tiafoe                        |
| 13 febbraio | Rotterdam Open Rotterdam, Paesi Bassi ATP Tour 500 2 224 460 € - Cemento (i) - 32S/16Q/16D Singolare - Doppio             | Daniil Medvedev 5-7, 6-2, 6-2                                | Jannik Sinner                              | Tallon Griekspoor Grigor Dimitrov           | Stan Wawrinka Gijs Brouwer Félix Auger-Aliassime Alex de Minaur                  |
| 13 febbraio | Rotterdam Open Rotterdam, Paesi Bassi ATP Tour 500 2 224 460 € - Cemento (i) - 32S/16Q/16D Singolare - Doppio             | Ivan Dodig Austin Krajicek 7-6(5), 2-6, [12-10]              | Rohan Bopanna Matthew Ebden                | Tallon Griekspoor Grigor Dimitrov           | Stan Wawrinka Gijs Brouwer Félix Auger-Aliassime Alex de Minaur                  |
| 13 febbraio | Argentina Open Buenos Aires, Argentina ATP Tour 250 711 600 $ - Terra rossa - 28S/32Q/16D Singolare - Doppio              | Carlos Alcaraz 6-3, 7-5                                      | Cameron Norrie                             | Bernabé Zapata Miralles Juan Pablo Varillas | Dušan Lajović Francisco Cerúndolo Lorenzo Musetti Tomás Martín Etcheverry        |
| 13 febbraio | Argentina Open Buenos Aires, Argentina ATP Tour 250 711 600 $ - Terra rossa - 28S/32Q/16D Singolare - Doppio              | Simone Bolelli Fabio Fognini 6-2, 6-4                        | Nicolás Barrientos Ariel Behar             | Bernabé Zapata Miralles Juan Pablo Varillas | Dušan Lajović Francisco Cerúndolo Lorenzo Musetti Tomás Martín Etcheverry        |
| 13 febbraio | Delray Beach Open Delray Beach, Stati Uniti ATP Tour 250 718 245 $ - Cemento - 28S/32Q/16D Singolare - Doppio             | Taylor Fritz 6-0, 5-7, 6-2                                   | Miomir Kecmanović                          | Mackenzie McDonald Radu Albot               | Adrian Mannarino Michael Mmoh Marcos Giron Tommy Paul                            |
| 13 febbraio | Delray Beach Open Delray Beach, Stati Uniti ATP Tour 250 718 245 $ - Cemento - 28S/32Q/16D Singolare - Doppio             | Marcelo Arévalo Jean-Julien Rojer 6-3, 6-4                   | Rinky Hijikata Reese Stalder               | Mackenzie McDonald Radu Albot               | Adrian Mannarino Michael Mmoh Marcos Giron Tommy Paul                            |
| 20 febbraio | Rio Open Rio de Janeiro, Brasile ATP Tour 500 2 178 980 $ - Terra rossa - 32S/16Q/16D Singolare - Doppio                  | Cameron Norrie 5-7, 6-4, 7-5                                 | Carlos Alcaraz                             | Nicolás Jarry Bernabé Zapata Miralles       | Dušan Lajović Sebastián Báez Albert Ramos Viñolas Hugo Dellien                   |
| 20 febbraio | Rio Open Rio de Janeiro, Brasile ATP Tour 500 2 178 980 $ - Terra rossa - 32S/16Q/16D Singolare - Doppio                  | Máximo González Andrés Molteni 6-1, 7-6(3)                   | Juan Sebastián Cabal Marcelo Melo          | Nicolás Jarry Bernabé Zapata Miralles       | Dušan Lajović Sebastián Báez Albert Ramos Viñolas Hugo Dellien                   |
| 20 febbraio | Open 13 Marsiglia, Francia ATP Tour 250 784 830 € - Cemento (i) - 28S/16Q/16D Singolare - Doppio                          | Hubert Hurkacz 6-3, 7-6(4)                                   | Benjamin Bonzi                             | Aleksandr Bublik Arthur Fils                | Mikael Ymer Grigor Dimitrov Alex de Minaur Stan Wawrinka                         |
| 20 febbraio | Open 13 Marsiglia, Francia ATP Tour 250 784 830 € - Cemento (i) - 28S/16Q/16D Singolare - Doppio                          | Santiago González Édouard Roger-Vasselin 4-6, 7-6(4), [10-7] | Nicolas Mahut Fabrice Martin               | Aleksandr Bublik Arthur Fils                | Mikael Ymer Grigor Dimitrov Alex de Minaur Stan Wawrinka                         |
| 20 febbraio | Qatar Open Doha, Qatar ATP Tour 250 1 485 775 $ - Cemento - 28S/16Q/16D Singolare - Doppio                                | Daniil Medvedev 6-4, 6-4                                     | Andy Murray                                | Jiří Lehečka Félix Auger-Aliassime          | Andrej Rublëv Alexandre Müller Christopher O'Connell Alejandro Davidovich Fokina |
| 20 febbraio | Qatar Open Doha, Qatar ATP Tour 250 1 485 775 $ - Cemento - 28S/16Q/16D Singolare - Doppio                                | Rohan Bopanna Matthew Ebden 6(5)-7, 6-4, [10-6]              | Constant Lestienne Botic van de Zandschulp | Jiří Lehečka Félix Auger-Aliassime          | Andrej Rublëv Alexandre Müller Christopher O'Connell Alejandro Davidovich Fokina |
| 27 febbraio | Abierto Mexicano Acapulco, Messico ATP Tour 500 2 178 980 $ - Cemento - 32S/16Q/16D Singolare - Doppio                    | Alex de Minaur 3-6, 6-4, 6-1                                 | Tommy Paul                                 | Taylor Fritz Holger Rune                    | Mackenzie McDonald Frances Tiafoe Matteo Berrettini Tarō Daniel                  |
| 27 febbraio | Abierto Mexicano Acapulco, Messico ATP Tour 500 2 178 980 $ - Cemento - 32S/16Q/16D Singolare - Doppio                    | Alexander Erler Lucas Miedler 7-6(9), 7-6(3)                 | Nathaniel Lammons Jackson Withrow          | Taylor Fritz Holger Rune                    | Mackenzie McDonald Frances Tiafoe Matteo Berrettini Tarō Daniel                  |
| 27 febbraio | Dubai Tennis Championships Dubai, Emirati Arabi Uniti ATP Tour 500 3 020 535 $ - Cemento - 32S/16Q/16D Singolare - Doppio | Daniil Medvedev 6-2, 6-2                                     | Andrej Rublëv                              | Novak Đoković Alexander Zverev              | Hubert Hurkacz Borna Ćorić Lorenzo Sonego Botic van de Zandschulp                |
| 27 febbraio | Dubai Tennis Championships Dubai, Emirati Arabi Uniti ATP Tour 500 3 020 535 $ - Cemento - 32S/16Q/16D Singolare - Doppio | Maxime Cressy Fabrice Martin 7-6(2), 6-4                     | Lloyd Glasspool Harri Heliövaara           | Novak Đoković Alexander Zverev              | Hubert Hurkacz Borna Ćorić Lorenzo Sonego Botic van de Zandschulp                |
| 27 febbraio | Chile Open Santiago, Cile ATP Tour 250 718 245 $ - Terra rossa - 28S/16Q/16D Singolare - Doppio                           | Nicolás Jarry 6(5)-7, 7-6(5), 6-2                            | Tomás Martín Etcheverry                    | Jaume Munar Sebastián Báez                  | Thiago Monteiro Yannick Hanfmann Laslo Đere Dušan Lajović                        |
| 27 febbraio | Chile Open Santiago, Cile ATP Tour 250 718 245 $ - Terra rossa - 28S/16Q/16D Singolare - Doppio                           | Andrea Pellegrino Andrea Vavassori 6-4, 3-6, [12-10]         | Thiago Seyboth Wild Matías Soto            | Jaume Munar Sebastián Báez                  | Thiago Monteiro Yannick Hanfmann Laslo Đere Dušan Lajović                        |

### Marzo
| Settimana         | Torneo | Campioni                                             | Finalisti                     | Semifinalisti                 | Eliminati ai quarti di finale                                                 |
| ----------------- | --- | ---------------------------------------------------- | ----------------------------- | ----------------------------- | ----------------------------------------------------------------------------- |
| 6 marzo 19 marzo  | Indian Wells Open Indian Wells, Stati Uniti ATP Tour Masters 1000 10 143 750 $ - Cemento - 96S/48Q/32D Singolare - Doppio | Carlos Alcaraz 6-3, 6-2                              | Daniil Medvedev               | Jannik Sinner Frances Tiafoe  | Félix Auger-Aliassime Taylor Fritz Alejandro Davidovich Fokina Cameron Norrie |
| 6 marzo 19 marzo  | Indian Wells Open Indian Wells, Stati Uniti ATP Tour Masters 1000 10 143 750 $ - Cemento - 96S/48Q/32D Singolare - Doppio | Rohan Bopanna Matthew Ebden 6-3, 2-6, [10-8]         | Wesley Koolhof Neal Skupski   | Jannik Sinner Frances Tiafoe  | Félix Auger-Aliassime Taylor Fritz Alejandro Davidovich Fokina Cameron Norrie |
| 19 marzo 2 aprile | Miami Open Miami, Stati Uniti ATP Tour Masters 1000 10 155 105 $ - Cemento -96S/48Q/32D Singolare - Doppio                | Daniil Medvedev 7-5, 6-3                             | Jannik Sinner                 | Karen Chačanov Carlos Alcaraz | Taylor Fritz Emil Ruusuvuori Christopher Eubanks Francisco Cerúndolo          |
| 19 marzo 2 aprile | Miami Open Miami, Stati Uniti ATP Tour Masters 1000 10 155 105 $ - Cemento -96S/48Q/32D Singolare - Doppio                | Santiago González Édouard Roger-Vasselin 7-6(4), 7-5 | Austin Krajicek Nicolas Mahut | Karen Chačanov Carlos Alcaraz | Taylor Fritz Emil Ruusuvuori Christopher Eubanks Francisco Cerúndolo          |

### Aprile
| Settimana          | Torneo | Campioni                                             | Finalisti                               | Semifinalisti                      | Eliminati ai quarti di finale                                                    |
| ------------------ | --- | ---------------------------------------------------- | --------------------------------------- | ---------------------------------- | -------------------------------------------------------------------------------- |
| 3 aprile           | U.S. Men's Clay Court Championships Houston, Stati Uniti ATP Tour 250 718 245 $ - Terra rossa - 28S/16Q/16D Singolare - Doppio         | Frances Tiafoe 7-6(1), 7-6(6)                        | Tomás Martín Etcheverry                 | Gijs Brouwer Yannick Hanfmann      | Jason Kubler Jeffrey John Wolf Cristian Garín Tomáš Macháč                       |
| 3 aprile           | U.S. Men's Clay Court Championships Houston, Stati Uniti ATP Tour 250 718 245 $ - Terra rossa - 28S/16Q/16D Singolare - Doppio         | Max Purcell Jordan Thompson 4-6, 6-4, [10-5]         | Julian Cash Henry Patten                | Gijs Brouwer Yannick Hanfmann      | Jason Kubler Jeffrey John Wolf Cristian Garín Tomáš Macháč                       |
| 3 aprile           | Grand Prix Hassan II Marrakech, Marocco ATP Tour 250 630 705 € - Terra rossa - 28S/16Q/16D Singolare - Doppio                          | Roberto Carballés Baena 4-6, 7-6(3), 6-2             | Alexandre Müller                        | Pavel Kotov Daniel Evans           | Lorenzo Musetti Christopher O'Connell Tallon Griekspoor Andrea Vavassori         |
| 3 aprile           | Grand Prix Hassan II Marrakech, Marocco ATP Tour 250 630 705 € - Terra rossa - 28S/16Q/16D Singolare - Doppio                          | Marcelo Demoliner Andrea Vavassori 6-4, 3-6, [12-10] | Alexander Erler Lucas Miedler           | Pavel Kotov Daniel Evans           | Lorenzo Musetti Christopher O'Connell Tallon Griekspoor Andrea Vavassori         |
| 3 aprile           | Estoril Open Cascais, Portogallo ATP Tour 250 630 705 € - Terra rossa - 28S/16Q/16D Singolare - Doppio                                 | Casper Ruud 6-2, 7-6(3)                              | Miomir Kecmanović                       | Quentin Halys Marco Cecchinato     | Sebastián Báez Dominic Thiem Alejandro Davidovich Fokina Bernabé Zapata Miralles |
| 3 aprile           | Estoril Open Cascais, Portogallo ATP Tour 250 630 705 € - Terra rossa - 28S/16Q/16D Singolare - Doppio                                 | Sander Gillé Joran Vliegen 6-3, 6-4                  | Nikola Ćaćić Miomir Kecmanović          | Quentin Halys Marco Cecchinato     | Sebastián Báez Dominic Thiem Alejandro Davidovich Fokina Bernabé Zapata Miralles |
| 10 aprile          | Monte Carlo Masters Monte Carlo, Principato di Monaco ATP Tour Masters 1000 6 228 295 € - Terra rossa - 56S/28Q/28D Singolare - Doppio | Andrej Rublëv 5-7, 6-2, 7-5                          | Holger Rune                             | Jannik Sinner Taylor Fritz         | Lorenzo Musetti Daniil Medvedev Jan-Lennard Struff Stefanos Tsitsipas            |
| 10 aprile          | Monte Carlo Masters Monte Carlo, Principato di Monaco ATP Tour Masters 1000 6 228 295 € - Terra rossa - 56S/28Q/28D Singolare - Doppio | Ivan Dodig Austin Krajicek 6-0, 4-6, [14-12]         | Romain Arneodo Tristan-Samuel Weissborn | Jannik Sinner Taylor Fritz         | Lorenzo Musetti Daniil Medvedev Jan-Lennard Struff Stefanos Tsitsipas            |
| 17 aprile          | Barcelona Open Barcellona, Spagna ATP Tour 500 2 872 435 € - Terra rossa - 48S/24QS/16D/4QD Singolare - Doppio                         | Carlos Alcaraz 6-3, 6-4                              | Stefanos Tsitsipas                      | Daniel Evans Lorenzo Musetti       | Alejandro Davidovich Fokina Francisco Cerúndolo Jannik Sinner Alex de Minaur     |
| 17 aprile          | Barcelona Open Barcellona, Spagna ATP Tour 500 2 872 435 € - Terra rossa - 48S/24QS/16D/4QD Singolare - Doppio                         | Máximo González Andrés Molteni 6-3, 6(8)-7, [10-4]   | Wesley Koolhof Neal Skupski             | Daniel Evans Lorenzo Musetti       | Alejandro Davidovich Fokina Francisco Cerúndolo Jannik Sinner Alex de Minaur     |
| 17 aprile          | Srpska Open Banja Luka, Bosnia ed Erzegovina ATP Tour 250 630 705 € - Terra rossa - 28S/16Q/16D Singolare - Doppio                     | Dušan Lajović 6-3, 4-6, 6-4                          | Andrej Rublëv                           | Miomir Kecmanović Alex Molčan      | Novak Đoković Jiří Lehečka Laslo Đere Damir Džumhur                              |
| 17 aprile          | Srpska Open Banja Luka, Bosnia ed Erzegovina ATP Tour 250 630 705 € - Terra rossa - 28S/16Q/16D Singolare - Doppio                     | Jamie Murray Michael Venus 7-5, 6-2                  | Francisco Cabral Oleksandr Nedovjesov   | Miomir Kecmanović Alex Molčan      | Novak Đoković Jiří Lehečka Laslo Đere Damir Džumhur                              |
| 17 aprile          | Internazionali di Tennis di Baviera Monaco di Baviera, Germania ATP Tour 250 630 705 € - Terra rossa - 28S/16Q/16D Singolare - Doppio  | Holger Rune 6-4, 1-6, 7-6(3)                         | Botic van de Zandschulp                 | Christopher O'Connell Taylor Fritz | Cristian Garín Flavio Cobolli Marcos Giron Dominic Thiem                         |
| 17 aprile          | Internazionali di Tennis di Baviera Monaco di Baviera, Germania ATP Tour 250 630 705 € - Terra rossa - 28S/16Q/16D Singolare - Doppio  | Alexander Erler Lucas Miedler 6-3, 6-4               | Kevin Krawietz Tim Pütz                 | Christopher O'Connell Taylor Fritz | Cristian Garín Flavio Cobolli Marcos Giron Dominic Thiem                         |
| 25 aprile 7 maggio | Madrid Open Madrid, Spagna ATP Tour Masters 1000 8 796 536 € - Terra rossa - 96S/48Q/32D Singolare - Doppio                            | Carlos Alcaraz 6-4, 3-6, 6-3                         | Jan-Lennard Struff                      | Borna Ćorić Aslan Karacev          | Karen Chačanov Daniel Altmaier Stefanos Tsitsipas Zhang Zhizhen                  |
| 25 aprile 7 maggio | Madrid Open Madrid, Spagna ATP Tour Masters 1000 8 796 536 € - Terra rossa - 96S/48Q/32D Singolare - Doppio                            | Karen Chačanov Andrej Rublëv 6-3, 3-6, [10-3]        | Rohan Bopanna Matthew Ebden             | Borna Ćorić Aslan Karacev          | Karen Chačanov Daniel Altmaier Stefanos Tsitsipas Zhang Zhizhen                  |

### Maggio
| Settimana           | Torneo | Campioni                                  | Finalisti                           | Semifinalisti                    | Eliminati ai quarti di finale                                         |
| ------------------- | --- | ----------------------------------------- | ----------------------------------- | -------------------------------- | --------------------------------------------------------------------- |
| 8 maggio 20 maggio  | Internazionali d'Italia Roma, Italia ATP Tour Masters 1000 8 637 966 € - Terra rossa - 96S/48Q/32D Singolare - Doppio    | Daniil Medvedev 7-5, 7-5                  | Holger Rune                         | Casper Ruud Stefanos Tsitsipas   | Novak Đoković Francisco Cerúndolo Yannick Hanfmann Borna Ćorić        |
| 8 maggio 20 maggio  | Internazionali d'Italia Roma, Italia ATP Tour Masters 1000 8 637 966 € - Terra rossa - 96S/48Q/32D Singolare - Doppio    | Hugo Nys Jan Zieliński 7-5, 6-1           | Robin Haase Botic van de Zandschulp | Casper Ruud Stefanos Tsitsipas   | Novak Đoković Francisco Cerúndolo Yannick Hanfmann Borna Ćorić        |
| 22 maggio           | Geneva Open Ginevra, Svizzera ATP Tour 250 630 705 € - Terra rossa - 28S/16Q/16D Singolare - Doppio                      | Nicolás Jarry 7-6(1), 6-3                 | Grigor Dimitrov                     | Alexander Zverev Taylor Fritz    | Casper Ruud Wu Yibing Christopher O'Connell Il'ja Ivaška              |
| 22 maggio           | Geneva Open Ginevra, Svizzera ATP Tour 250 630 705 € - Terra rossa - 28S/16Q/16D Singolare - Doppio                      | Jamie Murray Michael Venus 7-6(6), 7-6(3) | Marcel Granollers Horacio Zeballos  | Alexander Zverev Taylor Fritz    | Casper Ruud Wu Yibing Christopher O'Connell Il'ja Ivaška              |
| 22 maggio           | Open Parc Auvergne-Rhône-Alpes Lyon Lione, Francia ATP Tour 250 630 705 € - Terra rossa - 28S/16Q/16D Singolare - Doppio | Arthur Fils 6-3, 7-5                      | Francisco Cerúndolo                 | Brandon Nakashima Cameron Norrie | Félix Auger-Aliassime Tommy Paul Jack Draper Sebastián Báez           |
| 22 maggio           | Open Parc Auvergne-Rhône-Alpes Lyon Lione, Francia ATP Tour 250 630 705 € - Terra rossa - 28S/16Q/16D Singolare - Doppio | Rajeev Ram Joe Salisbury 6-0, 6-3         | Nicolas Mahut Matwé Middelkoop      | Brandon Nakashima Cameron Norrie | Félix Auger-Aliassime Tommy Paul Jack Draper Sebastián Báez           |
| 29 maggio 11 giugno | Open di Francia Parigi, Francia Grande Slam 43 900 000€ - Terra rossa - 128S/128Q/64D/32X Singolare - Doppio - Misto     | Novak Đoković 7-6(1), 6-3, 7-5            | Casper Ruud                         | Carlos Alcaraz Alexander Zverev  | Stefanos Tsitsipas Karen Chačanov Holger Rune Tomás Martín Etcheverry |
| 29 maggio 11 giugno | Open di Francia Parigi, Francia Grande Slam 43 900 000€ - Terra rossa - 128S/128Q/64D/32X Singolare - Doppio - Misto     | Ivan Dodig Austin Krajicek 6-3, 6-1       | Sander Gillé Joran Vliegen          | Carlos Alcaraz Alexander Zverev  | Stefanos Tsitsipas Karen Chačanov Holger Rune Tomás Martín Etcheverry |
| 29 maggio 11 giugno | Open di Francia Parigi, Francia Grande Slam 43 900 000€ - Terra rossa - 128S/128Q/64D/32X Singolare - Doppio - Misto     | Miyu Katō Tim Pütz 4-6, 6-4, [10-6]       | Bianca Andreescu Michael Venus      | Carlos Alcaraz Alexander Zverev  | Stefanos Tsitsipas Karen Chačanov Holger Rune Tomás Martín Etcheverry |

### Giugno
| Settimana | Torneo | Campioni                                       | Finalisti                            | Semifinalisti                          | Eliminati ai quarti di finale                                      |
| --------- | --- | ---------------------------------------------- | ------------------------------------ | -------------------------------------- | ------------------------------------------------------------------ |
| 12 giugno | Rosmalen Open 's-Hertogenbosch, Paesi Bassi ATP Tour 250 750 950 € - Erba - 28S/16Q/16D Singolare - Doppio        | Tallon Griekspoor 6(4)-7, 7-6(3), 6-3          | Jordan Thompson                      | Rinky Hijikata Emil Ruusuvuori         | Adrian Mannarino Mackenzie McDonald Alex de Minaur Jannik Sinner   |
| 12 giugno | Rosmalen Open 's-Hertogenbosch, Paesi Bassi ATP Tour 250 750 950 € - Erba - 28S/16Q/16D Singolare - Doppio        | Wesley Koolhof Neal Skupski 7-6(1), 6-2        | Gonzalo Escobar Oleksandr Nedovjesov | Rinky Hijikata Emil Ruusuvuori         | Adrian Mannarino Mackenzie McDonald Alex de Minaur Jannik Sinner   |
| 12 giugno | Stuttgart Open Stoccarda, Germania ATP Tour 250 795 730 € - Erba - 28S/16Q/16D Singolare - Doppio                 | Frances Tiafoe 4-6, 7-6(1), 7-6(8)             | Jan-Lennard Struff                   | Hubert Hurkacz Márton Fucsovics        | Richard Gasquet Christopher O'Connell Lorenzo Musetti Taylor Fritz |
| 12 giugno | Stuttgart Open Stoccarda, Germania ATP Tour 250 795 730 € - Erba - 28S/16Q/16D Singolare - Doppio                 | Nikola Mektić Mate Pavić 7-6(2), 6-3           | Kevin Krawietz Tim Pütz              | Hubert Hurkacz Márton Fucsovics        | Richard Gasquet Christopher O'Connell Lorenzo Musetti Taylor Fritz |
| 19 giugno | Halle Open Halle, Germania ATP Tour 500 2 345 130 € - Erba - 32S/24Q/24D Singolare - Doppio                       | Aleksandr Bublik 6-3, 3-6, 6-3                 | Andrej Rublëv                        | Roberto Bautista Agut Alexander Zverev | Daniil Medvedev Tallon Griekspoor Jannik Sinner Nicolás Jarry      |
| 19 giugno | Halle Open Halle, Germania ATP Tour 500 2 345 130 € - Erba - 32S/24Q/24D Singolare - Doppio                       | Marcelo Melo John Peers 7-6(3), 3-6, [10-6]    | Simone Bolelli Andrea Vavassori      | Roberto Bautista Agut Alexander Zverev | Daniil Medvedev Tallon Griekspoor Jannik Sinner Nicolás Jarry      |
| 19 giugno | Queen's Club Championships Londra, Gran Bretagna ATP Tour 500 2 345 130 € - Erba - 32S/24Q/24D Singolare - Doppio | Carlos Alcaraz 6-4, 6-4                        | Alex de Minaur                       | Sebastian Korda Holger Rune            | Grigor Dimitrov Cameron Norrie Adrian Mannarino Lorenzo Musetti    |
| 19 giugno | Queen's Club Championships Londra, Gran Bretagna ATP Tour 500 2 345 130 € - Erba - 32S/24Q/24D Singolare - Doppio | Ivan Dodig Austin Krajicek 6-4, 6(5)-7, [10-3] | Taylor Fritz Jiří Lehečka            | Sebastian Korda Holger Rune            | Grigor Dimitrov Cameron Norrie Adrian Mannarino Lorenzo Musetti    |
| 26 giugno | Eastbourne International Eastbourne, Gran Bretagna ATP Tour 250 791 545 € - Erba - 28S/16Q/16D Singolare - Doppio | Francisco Cerúndolo 6-4, 1-6, 6-4              | Tommy Paul                           | Mackenzie McDonald Grégoire Barrère    | Mikael Ymer Zhang Zhizhen Miomir Kecmanović Jeffrey John Wolf      |
| 26 giugno | Eastbourne International Eastbourne, Gran Bretagna ATP Tour 250 791 545 € - Erba - 28S/16Q/16D Singolare - Doppio | Nikola Mektić Mate Pavić 6-4, 6-2              | Ivan Dodig Austin Krajicek           | Mackenzie McDonald Grégoire Barrère    | Mikael Ymer Zhang Zhizhen Miomir Kecmanović Jeffrey John Wolf      |
| 26 giugno | Mallorca Championships Maiorca, Spagna ATP Tour 250 984 805 € - Erba - 28S/16Q/16D Singolare - Doppio             | Christopher Eubanks 6-1, 6-4                   | Adrian Mannarino                     | Yannick Hanfmann Lloyd Harris          | Feliciano López Corentin Moutet Arthur Rinderknech Pavel Kotov     |
| 26 giugno | Mallorca Championships Maiorca, Spagna ATP Tour 250 984 805 € - Erba - 28S/16Q/16D Singolare - Doppio             | Yuki Bhambri Lloyd Harris 6-3, 6-4             | Robin Haase Philipp Oswald           | Yannick Hanfmann Lloyd Harris          | Feliciano López Corentin Moutet Arthur Rinderknech Pavel Kotov     |

### Luglio
| Settimana           | Torneo | Campioni                                           | Finalisti                            | Semifinalisti                       | Eliminati ai quarti di finale                                    |
| ------------------- | --- | -------------------------------------------------- | ------------------------------------ | ----------------------------------- | ---------------------------------------------------------------- |
| 3 luglio 16 luglio  | Torneo di Wimbledon Londra, Gran Bretagna Grande Slam 20 747 000 £ - Erba - 128S/128Q/64D/16Q/48X Singolare - Doppio - Doppio misto | Carlos Alcaraz 1-6, 7-6(6), 6-1, 3-6, 6-4          | Novak Đoković                        | Daniil Medvedev Jannik Sinner       | Holger Rune Christopher Eubanks Roman Safiullin Andrej Rublëv    |
| 3 luglio 16 luglio  | Torneo di Wimbledon Londra, Gran Bretagna Grande Slam 20 747 000 £ - Erba - 128S/128Q/64D/16Q/48X Singolare - Doppio - Doppio misto | Wesley Koolhof Neal Skupski 6-4, 6-4               | Marcel Granollers Horacio Zeballos   | Daniil Medvedev Jannik Sinner       | Holger Rune Christopher Eubanks Roman Safiullin Andrej Rublëv    |
| 3 luglio 16 luglio  | Torneo di Wimbledon Londra, Gran Bretagna Grande Slam 20 747 000 £ - Erba - 128S/128Q/64D/16Q/48X Singolare - Doppio - Doppio misto | Mate Pavić Ljudmyla Kičenok 6-4, 6(9)-7, 6-3       | Joran Vliegen Xu Yifan               | Daniil Medvedev Jannik Sinner       | Holger Rune Christopher Eubanks Roman Safiullin Andrej Rublëv    |
| 17 luglio 23 luglio | Båstad Open Båstad, Svezia ATP Tour 250 630 705 € - Terra rossa - 28S/16Q/16D Singolare - Doppio                                    | Andrej Rublëv 7-6(3), 6-0                          | Casper Ruud                          | Lorenzo Musetti Francisco Cerúndolo | Sebastian Ofner Filip Misolic Federico Coria Alexander Zverev    |
| 17 luglio 23 luglio | Båstad Open Båstad, Svezia ATP Tour 250 630 705 € - Terra rossa - 28S/16Q/16D Singolare - Doppio                                    | Gonzalo Escobar Oleksandr Nedovjesov 6-2, 6-2      | Francisco Cabral Rafael Matos        | Lorenzo Musetti Francisco Cerúndolo | Sebastian Ofner Filip Misolic Federico Coria Alexander Zverev    |
| 17 luglio 23 luglio | Swiss Open Gstaad Gstaad, Svizzera ATP Tour 250 630 705 € - Terra rossa - 28S/16Q/16D Singolare - Doppio                            | Pedro Cachín 3-6, 6-0, 7-5                         | Albert Ramos Viñolas                 | Hamad Međedović Miomir Kecmanović   | Jaume Munar Yannick Hanfmann Juan Pablo Varillas Zizou Bergs     |
| 17 luglio 23 luglio | Swiss Open Gstaad Gstaad, Svizzera ATP Tour 250 630 705 € - Terra rossa - 28S/16Q/16D Singolare - Doppio                            | Dominic Stricker Stan Wawrinka 7-6(8), 6-2         | Marcelo Demoliner Matwé Middelkoop   | Hamad Međedović Miomir Kecmanović   | Jaume Munar Yannick Hanfmann Juan Pablo Varillas Zizou Bergs     |
| 17 luglio 23 luglio | Hall of Fame Open Newport, Stati Uniti ATP Tour 250 718 245 $ - Erba - 28S/16Q/16D Singolare - Doppio                               | Adrian Mannarino 6-2, 6-4                          | Alex Michelsen                       | John Isner Ugo Humbert              | Tommy Paul Mackenzie McDonald Kevin Anderson Jordan Thompson     |
| 17 luglio 23 luglio | Hall of Fame Open Newport, Stati Uniti ATP Tour 250 718 245 $ - Erba - 28S/16Q/16D Singolare - Doppio                               | Nathaniel Lammons Jackson Withrow 6-3, 5-7, [10-5] | William Blumberg Max Purcell         | John Isner Ugo Humbert              | Tommy Paul Mackenzie McDonald Kevin Anderson Jordan Thompson     |
| 24 luglio           | Hamburg European Open Amburgo, Germania ATP Tour 500 1 981 470 € - Terra rossa - 48S/24Q/16D Singolare - Doppio                     | Alexander Zverev 7-5, 6-3                          | Laslo Đere                           | Arthur Fils Zhang Zhizhen           | Casper Ruud Luca Van Assche Lorenzo Musetti Daniel Altmaier      |
| 24 luglio           | Hamburg European Open Amburgo, Germania ATP Tour 500 1 981 470 € - Terra rossa - 48S/24Q/16D Singolare - Doppio                     | Kevin Krawietz Tim Pütz 7-6(4), 6-3                | Sander Gillé Joran Vliegen           | Arthur Fils Zhang Zhizhen           | Casper Ruud Luca Van Assche Lorenzo Musetti Daniel Altmaier      |
| 24 luglio           | Croatia Open Umag Umago, Croazia ATP Tour 250 630 705 € - Terra rossa - 28S/16Q/16D Singolare - Doppio                              | Alexei Popyrin 6(5)-7, 6-3, 6-4                    | Stan Wawrinka                        | Matteo Arnaldi Lorenzo Sonego       | Jiří Lehečka Dino Prižmić Roberto Carballés Baena Jaume Munar    |
| 24 luglio           | Croatia Open Umag Umago, Croazia ATP Tour 250 630 705 € - Terra rossa - 28S/16Q/16D Singolare - Doppio                              | Blaž Rola Nino Serdarušić 4-6, 7-6(2), [15-13]     | Simone Bolelli Andrea Vavassori      | Matteo Arnaldi Lorenzo Sonego       | Jiří Lehečka Dino Prižmić Roberto Carballés Baena Jaume Munar    |
| 24 luglio           | Atlanta Open Atlanta, Stati Uniti ATP Tour 250 822 715 $ - Cemento - 28S/16Q/16D Singolare - Doppio                                 | Taylor Fritz 7-5, 6(5)-7, 6-4                      | Aleksandar Vukic                     | Jeffrey John Wolf Ugo Humbert       | Kei Nishikori Dominik Koepfer Christopher Eubanks Alex de Minaur |
| 24 luglio           | Atlanta Open Atlanta, Stati Uniti ATP Tour 250 822 715 $ - Cemento - 28S/16Q/16D Singolare - Doppio                                 | Nathaniel Lammons Jackson Withrow 7-6(3), 7-6(4)   | Max Purcell Jordan Thompson          | Jeffrey John Wolf Ugo Humbert       | Kei Nishikori Dominik Koepfer Christopher Eubanks Alex de Minaur |
| 31 luglio           | Washington Open Washington, Stati Uniti ATP Tour 500 2 178 980 $ - Cemento - 48S/24Q/16D Singolare - Doppio                         | Daniel Evans 7-5, 6-3                              | Tallon Griekspoor                    | Taylor Fritz Grigor Dimitrov        | Jordan Thompson Jeffrey John Wolf Ugo Humbert Frances Tiafoe     |
| 31 luglio           | Washington Open Washington, Stati Uniti ATP Tour 500 2 178 980 $ - Cemento - 48S/24Q/16D Singolare - Doppio                         | Máximo González Andrés Molteni 6(4)-7, 6-2, [10-6] | Mackenzie McDonald Ben Shelton       | Taylor Fritz Grigor Dimitrov        | Jordan Thompson Jeffrey John Wolf Ugo Humbert Frances Tiafoe     |
| 31 luglio           | Austrian Open Kitzbühel, Austria ATP Tour 250 630 705 € - Terra rossa - 28S/16Q/16D Singolare - Doppio                              | Sebastián Báez 6-3, 6-1                            | Dominic Thiem                        | Tomás Martín Etcheverry Laslo Đere  | Daniel Elahi Galán Alex Molčan Pedro Cachín Arthur Rinderknech   |
| 31 luglio           | Austrian Open Kitzbühel, Austria ATP Tour 250 630 705 € - Terra rossa - 28S/16Q/16D Singolare - Doppio                              | Alexander Erler Lucas Miedler 6-4, 6-4             | Gonzalo Escobar Oleksandr Nedovjesov | Tomás Martín Etcheverry Laslo Đere  | Daniel Elahi Galán Alex Molčan Pedro Cachín Arthur Rinderknech   |
| 31 luglio           | Los Cabos Open Los Cabos, Messico ATP Tour 250 946 975 $ - Cemento - 28S/16Q/16D Singolare - Doppio                                 | Stefanos Tsitsipas 6-3, 6-4                        | Alex de Minaur                       | Borna Ćorić Dominik Koepfer         | Nicolás Jarry Il'ja Ivaška Tommy Paul Aleksandar Kovacevic       |
| 31 luglio           | Los Cabos Open Los Cabos, Messico ATP Tour 250 946 975 $ - Cemento - 28S/16Q/16D Singolare - Doppio                                 | Santiago González Édouard Roger-Vasselin 6-4, 7-5  | Andrew Harris Dominik Koepfer        | Borna Ćorić Dominik Koepfer         | Nicolás Jarry Il'ja Ivaška Tommy Paul Aleksandar Kovacevic       |

### Agosto
| Settimana             | Torneo | Campioni                                        | Finalisti                      | Semifinalisti                          | Eliminati ai quarti di finale                                  |
| --------------------- | --- | ----------------------------------------------- | ------------------------------ | -------------------------------------- | -------------------------------------------------------------- |
| 7 agosto              | Canadian Open Toronto, Canada ATP Tour Masters 1000 7 622 925 $ - Cemento - 56S/24Q/32D Singolare - Doppio           | Jannik Sinner 6-4, 6-1                          | Alex de Minaur                 | Tommy Paul Alejandro Davidovich Fokina | Carlos Alcaraz Gaël Monfils Mackenzie McDonald Daniil Medvedev |
| 7 agosto              | Canadian Open Toronto, Canada ATP Tour Masters 1000 7 622 925 $ - Cemento - 56S/24Q/32D Singolare - Doppio           | Marcelo Arévalo Jean-Julien Rojer 6-3, 6-1      | Rajeev Ram Joe Salisbury       | Tommy Paul Alejandro Davidovich Fokina | Carlos Alcaraz Gaël Monfils Mackenzie McDonald Daniil Medvedev |
| 14 agosto             | Cincinnati Open Cincinnati, Stati Uniti ATP Tour Masters 1000 7 665 215 $ - Cemento - 56S/28Q/32D Singolare - Doppio | Novak Đoković 5-7, 7-6(7), 7-6(4)               | Carlos Alcaraz                 | Hubert Hurkacz Alexander Zverev        | Max Purcell Alexei Popyrin Adrian Mannarino Taylor Fritz       |
| 14 agosto             | Cincinnati Open Cincinnati, Stati Uniti ATP Tour Masters 1000 7 665 215 $ - Cemento - 56S/28Q/32D Singolare - Doppio | Máximo González Andrés Molteni 3-6, 6-1, [11-9] | Jamie Murray Michael Venus     | Hubert Hurkacz Alexander Zverev        | Max Purcell Alexei Popyrin Adrian Mannarino Taylor Fritz       |
| 21 agosto             | Winston-Salem Open Winston-Salem, Stati Uniti ATP Tour 250 850 680 $ - Cemento - 48S/32Q/16D Singolare - Doppio      | Sebastián Báez 6-4, 6-3                         | Jiří Lehečka                   | Borna Ćorić Sebastian Korda            | Juan Manuel Cerúndolo Laslo Đere Richard Gasquet Max Purcell   |
| 21 agosto             | Winston-Salem Open Winston-Salem, Stati Uniti ATP Tour 250 850 680 $ - Cemento - 48S/32Q/16D Singolare - Doppio      | Nathaniel Lammons Jackson Withrow 6-3, 6-4      | Lloyd Glasspool Neal Skupski   | Borna Ćorić Sebastian Korda            | Juan Manuel Cerúndolo Laslo Đere Richard Gasquet Max Purcell   |
| 28 agosto 4 settembre | US Open New York, Stati Uniti Grande Slam 29 148 800 $ - Cemento 128S/128Q/64D/32X Singolare - Doppio - Doppio misto | Novak Đoković 6-3, 7-6(5), 6-3                  | Daniil Medvedev                | Carlos Alcaraz Ben Shelton             | Alexander Zverev Andrej Rublëv Frances Tiafoe Taylor Fritz     |
| 28 agosto 4 settembre | US Open New York, Stati Uniti Grande Slam 29 148 800 $ - Cemento 128S/128Q/64D/32X Singolare - Doppio - Doppio misto | Rajeev Ram Joe Salisbury 2-6, 6-3, 6-4          | Rohan Bopanna Matthew Ebden    | Carlos Alcaraz Ben Shelton             | Alexander Zverev Andrej Rublëv Frances Tiafoe Taylor Fritz     |
| 28 agosto 4 settembre | US Open New York, Stati Uniti Grande Slam 29 148 800 $ - Cemento 128S/128Q/64D/32X Singolare - Doppio - Doppio misto | Anna Danilina Harri Heliövaara 6-3, 6-4         | Jessica Pegula Austin Krajicek | Carlos Alcaraz Ben Shelton             | Alexander Zverev Andrej Rublëv Frances Tiafoe Taylor Fritz     |

### Settembre
| Settimana    | Torneo                                                                                                 | Campioni                                         | Finalisti                         | Semifinalisti                   | Eliminati ai quarti di finale                                                |
| ------------ | --- | ------------------------------------------------ | --------------------------------- | ------------------------------- | ---------------------------------------------------------------------------- |
| 11 settembre | Coppa Davis - Fase a gironi Torneo a squadre misto Cemento (i) - 16 squadre                            |                                                  |                                   |                                 |                                                                              |
| 18 settembre | Laver Cup Vancouver, Canada Torneo a squadre Cemento (i) - 12S                                         | Resto del mondo 13-2                             | Europa                            |                                 |                                                                              |
| 18 settembre | Chengdu Open Chengdu, Cina ATP Tour 250 1 261 555 $ - Cemento - 28S/16Q/16D Singolare - Doppio         | Alexander Zverev 6(2)-7, 7-6(5), 6-3             | Roman Safiullin                   | Grigor Dimitrov Lorenzo Musetti | Miomir Kecmanović Christopher O'Connell Jordan Thompson Arthur Rinderknech   |
| 18 settembre | Chengdu Open Chengdu, Cina ATP Tour 250 1 261 555 $ - Cemento - 28S/16Q/16D Singolare - Doppio         | Sadio Doumbia Fabien Reboul 4-6, 7-5, [10-7]     | Francisco Cabral Rafael Matos     | Grigor Dimitrov Lorenzo Musetti | Miomir Kecmanović Christopher O'Connell Jordan Thompson Arthur Rinderknech   |
| 18 settembre | Zhuhai Championships Zhuhai, Cina ATP Tour 250 1 057 295 $ - Cemento - 28S/16S/16D Singolare - Doppio  | Karen Chačanov 7-6(2), 6-1                       | Yoshihito Nishioka                | Sebastian Korda Aslan Karacev   | Mackenzie McDonald Tomás Martín Etcheverry Jan-Lennard Struff Cameron Norrie |
| 18 settembre | Zhuhai Championships Zhuhai, Cina ATP Tour 250 1 057 295 $ - Cemento - 28S/16S/16D Singolare - Doppio  | Jamie Murray Michael Venus 6-4, 6-4              | Nathaniel Lammons Jackson Withrow | Sebastian Korda Aslan Karacev   | Mackenzie McDonald Tomás Martín Etcheverry Jan-Lennard Struff Cameron Norrie |
| 25 settembre | China Open Pechino, Cina ATP Tour 500 1 019 855 $ - Cemento - 32S/16Q/16D Singolare - Doppio           | Jannik Sinner 7-6(2), 7-6(2)                     | Daniil Medvedev                   | Carlos Alcaraz Alexander Zverev | Casper Ruud Grigor Dimitrov Nicolás Jarry Ugo Humbert                        |
| 25 settembre | China Open Pechino, Cina ATP Tour 500 1 019 855 $ - Cemento - 32S/16Q/16D Singolare - Doppio           | Ivan Dodig Austin Krajicek 6(12)-7, 6-3, [10-5]  | Wesley Koolhof Neal Skupski       | Carlos Alcaraz Alexander Zverev | Casper Ruud Grigor Dimitrov Nicolás Jarry Ugo Humbert                        |
| 25 settembre | Astana Open Astana, Kazakistan ATP Tour 250 1 093 360 $ - Cemento (i) - 28S/32Q/16D Singolare - Doppio | Adrian Mannarino 4-6, 6-3, 6-2                   | Sebastian Korda                   | Hamad Međedović Sebastian Ofner | Tallon Griekspoor Jiří Lehečka Dominic Thiem Jurij Rodionov                  |
| 25 settembre | Astana Open Astana, Kazakistan ATP Tour 250 1 093 360 $ - Cemento (i) - 28S/32Q/16D Singolare - Doppio | Nathaniel Lammons Jackson Withrow 7-6(4), 7-6(7) | Mate Pavić John Peers             | Hamad Međedović Sebastian Ofner | Tallon Griekspoor Jiří Lehečka Dominic Thiem Jurij Rodionov                  |

### Ottobre
| Settimana            | Torneo | Campioni                                                        | Finalisti                         | Semifinalisti                          | Eliminati ai quarti di finale                                                 |
| -------------------- | --- | --------------------------------------------------------------- | --------------------------------- | -------------------------------------- | ----------------------------------------------------------------------------- |
| 2 ottobre 15 ottobre | Shanghai Masters Shanghai, Cina ATP Tour Masters 1000 10 046 270 $ - Cemento - 96S/48Q/32D Singolare - Doppio            | Hubert Hurkacz 6-3, 3-6, 7-6(8)                                 | Andrej Rublëv                     | Grigor Dimitrov Sebastian Korda        | Nicolás Jarry Ugo Humbert Fábián Marozsán Ben Shelton                         |
| 2 ottobre 15 ottobre | Shanghai Masters Shanghai, Cina ATP Tour Masters 1000 10 046 270 $ - Cemento - 96S/48Q/32D Singolare - Doppio            | Marcel Granollers Horacio Zeballos 5-7, 6-2, [10-7]             | Rohan Bopanna Matthew Ebden       | Grigor Dimitrov Sebastian Korda        | Nicolás Jarry Ugo Humbert Fábián Marozsán Ben Shelton                         |
| 16 ottobre           | Japan Open Tennis Championships 2023 Tokyo, Giappone ATP Tour 500 2 013 940 $ - Cemento - 32S/16Q/16D Singolare - Doppio | Ben Shelton 7-5, 6-1                                            | Aslan Karacev                     | Shintaro Mochizuki Marcos Giron        | Alexei Popyrin Alex de Minaur Tommy Paul Félix Auger-Aliassime                |
| 16 ottobre           | Japan Open Tennis Championships 2023 Tokyo, Giappone ATP Tour 500 2 013 940 $ - Cemento - 32S/16Q/16D Singolare - Doppio | Rinky Hijikata Max Purcell 6-4, 6-1                             | Jamie Murray Michael Venus        | Shintaro Mochizuki Marcos Giron        | Alexei Popyrin Alex de Minaur Tommy Paul Félix Auger-Aliassime                |
| 16 ottobre           | European Open Anversa, Belgio ATP Tour 250 750 950 € - Cemento (i) - 28S/32Q/16D Singolare - Doppio                      | Aleksandr Bublik 6-4, 6-4                                       | Arthur Fils                       | Stefanos Tsitsipas Maximilian Marterer | Yannick Hanfmann Juan Pablo Varillas Giovanni Mpetshi Perricard Hugo Gaston   |
| 16 ottobre           | European Open Anversa, Belgio ATP Tour 250 750 950 € - Cemento (i) - 28S/32Q/16D Singolare - Doppio                      | Petros Tsitsipas Stefanos Tsitsipas 6(5)-7, 6-4, [10-8]         | Ariel Behar Adam Pavlásek         | Stefanos Tsitsipas Maximilian Marterer | Yannick Hanfmann Juan Pablo Varillas Giovanni Mpetshi Perricard Hugo Gaston   |
| 16 ottobre           | Stockholm Open Stoccolma, Svezia ATP Tour 250 750 950€ - Cemento - 28S/32Q/16D Singolare - Doppio                        | Gaël Monfils 4-6, 7-6(6), 6-3                                   | Pavel Kotov                       | Miomir Kecmanović Laslo Đere           | Elias Ymer Tallon Griekspoor Tomáš Macháč Adrian Mannarino                    |
| 16 ottobre           | Stockholm Open Stoccolma, Svezia ATP Tour 250 750 950€ - Cemento - 28S/32Q/16D Singolare - Doppio                        | Andrej Golubev Denys Molčanov 7-6(8), 6-2                       | Yuki Bhambri Julian Cash          | Miomir Kecmanović Laslo Đere           | Elias Ymer Tallon Griekspoor Tomáš Macháč Adrian Mannarino                    |
| 23 ottobre           | Swiss Indoors Basilea, Svizzera ATP Tour 500 2 345 955 € - Cemento (i) - 32S/16Q/16D Singolare - Doppio                  | Félix Auger-Aliassime 7-6(3), 7-6(5)                            | Hubert Hurkacz                    | Holger Rune Ugo Humbert                | Tomás Martín Etcheverry Aleksandr Ševčenko Tallon Griekspoor Dominic Stricker |
| 23 ottobre           | Swiss Indoors Basilea, Svizzera ATP Tour 500 2 345 955 € - Cemento (i) - 32S/16Q/16D Singolare - Doppio                  | Santiago González Édouard Roger-Vasselin 6(8)-7, 7-6(3), [10-1] | Hugo Nys Jan Zieliński            | Holger Rune Ugo Humbert                | Tomás Martín Etcheverry Aleksandr Ševčenko Tallon Griekspoor Dominic Stricker |
| 23 ottobre           | Vienna Open Vienna, Austria ATP Tour 500 2 559 790 € - Cemento (i) - 32S/16Q/16D Singolare - Doppio                      | Jannik Sinner 7-6(7), 4-6, 6-3                                  | Daniil Medvedev                   | Stefanos Tsitsipas Andrej Rublëv       | Karen Chačanov Borna Gojo Alexander Zverev Frances Tiafoe                     |
| 23 ottobre           | Vienna Open Vienna, Austria ATP Tour 500 2 559 790 € - Cemento (i) - 32S/16Q/16D Singolare - Doppio                      | Rajeev Ram Joe Salisbury 6-4, 5-7, [12-10]                      | Nathaniel Lammons Jackson Withrow | Stefanos Tsitsipas Andrej Rublëv       | Karen Chačanov Borna Gojo Alexander Zverev Frances Tiafoe                     |
| 30 ottobre           | Paris Masters Parigi, Francia ATP Tour Masters 1000 6 748 815 € - Cemento (i) - 56S/24Q/32D Singolare - Doppio           | Novak Đoković 6-4, 6-3                                          | Grigor Dimitrov                   | Andrej Rublëv Stefanos Tsitsipas       | Holger Rune Alex de Minaur Hubert Hurkacz Karen Chačanov                      |
| 30 ottobre           | Paris Masters Parigi, Francia ATP Tour Masters 1000 6 748 815 € - Cemento (i) - 56S/24Q/32D Singolare - Doppio           | Santiago González Édouard Roger-Vasselin 6-2, 5-7, [10-7]       | Rohan Bopanna Matthew Ebden       | Andrej Rublëv Stefanos Tsitsipas       | Holger Rune Alex de Minaur Hubert Hurkacz Karen Chačanov                      |

### Novembre
| Settimana   | Torneo                                                                                           | Campioni                                               | Finalisti                          | Semifinalisti                       | Eliminati ai quarti di finale                                                                       |
| ----------- | ------------------------------------------------------------------------------------------------ | ------------------------------------------------------ | ---------------------------------- | ----------------------------------- | --------------------------------------------------------------------------------------------------- |
| 6 novembre  | Moselle Open Metz, Francia ATP Tour 250 630 705 € - Cemento (i) - 28S/16Q/16D Singolare - Doppio | Ugo Humbert 6-3, 6-3                                   | Aleksandr Ševčenko                 | Fabio Fognini Pierre-Hugues Herbert | Lorenzo Sonego Harold Mayot Karen Chačanov Luca Van Assche                                          |
| 6 novembre  | Moselle Open Metz, Francia ATP Tour 250 630 705 € - Cemento (i) - 28S/16Q/16D Singolare - Doppio | Hugo Nys Jan Zieliński 6-4, 6-4                        | Constantin Frantzen Hendrik Jebens | Fabio Fognini Pierre-Hugues Herbert | Lorenzo Sonego Harold Mayot Karen Chačanov Luca Van Assche                                          |
| 6 novembre  | Sofia Open Sofia, Bulgaria ATP Tour 250 630 705 € - Cemento (i) - 28S/16Q/16D Singolare - Doppio | Adrian Mannarino 7-6(6), 2-6, 6-3                      | Jack Draper                        | Jan-Lennard Struff Pavel Kotov      | Cem İlkel Fábián Marozsán Márton Fucsovics Sebastian Ofner                                          |
| 6 novembre  | Sofia Open Sofia, Bulgaria ATP Tour 250 630 705 € - Cemento (i) - 28S/16Q/16D Singolare - Doppio | Gonzalo Escobar Oleksandr Nedovjesov 6-3, 3-6, [13-11] | Julian Cash Nikola Mektić          | Jan-Lennard Struff Pavel Kotov      | Cem İlkel Fábián Marozsán Márton Fucsovics Sebastian Ofner                                          |
| 12 novembre | ATP Finals Torino, Italia 15 000 000 $ - Cemento (i) - 8S/8D (RR) Singolare - Doppio             | Novak Đoković 6-3, 6-3                                 | Jannik Sinner                      | Carlos Alcaraz Daniil Medvedev      | Round robin Gruppo verde Holger Rune Stefanos Tsitsipas Gruppo rosso Alexander Zverev Andrej Rublëv |
| 12 novembre | ATP Finals Torino, Italia 15 000 000 $ - Cemento (i) - 8S/8D (RR) Singolare - Doppio             | Rajeev Ram Joe Salisbury 6-3, 6-4                      | Marcel Granollers Horacio Zeballos | Carlos Alcaraz Daniil Medvedev      | Round robin Gruppo verde Holger Rune Stefanos Tsitsipas Gruppo rosso Alexander Zverev Andrej Rublëv |
| 20 novembre | Coppa Davis - Fase finale Malaga, Spagna Torneo a squadre misto Cemento (i) - 18 squadre (RR)    | Italia 2-0                                             | Australia                          | Finlandia Serbia                    | Canada Rep. Ceca Paesi Bassi Gran Bretagna                                                          |
| 27 novembre | Next Generation ATP Finals Gedda, Arabia Saudita 2 000 000 $ - Cemento (i) - 8S (RR) Singolare   | Hamad Međedović 3(6)-4, 4-1, 4-2, 3(9)-4, 4-1          | Arthur Fils                        | Luca Van Assche Dominic Stricker    | Round robin Gruppo verde Flavio Cobolli Luca Nardi Gruppo rosso Abedallah Shelbayh Alex Michelsen   |

## Statistiche
Questa tabella elenca il numero di tornei vinti da ogni giocatori durante la stagione nei tornei di singolare, doppio e doppio misto. Vengono presi in considerazione tutti i tornei organizzati dall'ATP. Per la compilazione di questa tabella valgono i seguenti criteri:
1. numero totale di tornei vinti
2. importanza dei tornei vinti
3. a parità, un torneo singolare vale più di un doppio e di un doppio singolo
4. ordine alfabetico

### Legenda colori
| Tornei del Grande Slam |
| Finals                 |
| ATP 1000               |
| ATP 500                |
| ATP 250                |

### Titoli vinti per giocatore
| Totale | Giocatore                     | Grand Slam | Grand Slam | Grand Slam | Finals | Finals | ATP 1000 | ATP 1000 | ATP 500 | ATP 500 | ATP 250 | ATP 250 | Totali | Totali | Totali |
| Totale | Giocatore                     | S          | D          | M          | S      | D      | S        | D        | S       | D       | S       | D       | S      | D      | M      |
| ------ | ----------------------------- | ---------- | ---------- | ---------- | ------ | ------ | -------- | -------- | ------- | ------- | ------- | ------- | ------ | ------ | ------ |
| 7      | Novak Đoković (SRB)           | ●          |            |            | ●      |        | ●        |          |         |         | ●       |         | 7      | 0      | 0      |
| 6      | Carlos Alcaraz (ESP)          | ●          |            |            |        |        | ●        |          | ●       |         | ●       |         | 6      | 0      | 0      |
| 5      | Ivan Dodig (HRV)              |            | ●          |            |        |        |          | ●        |         | ●       |         |         | 0      | 5      | 0      |
| 5      | Austin Krajicek (USA)         |            | ●          |            |        |        |          | ●        |         | ●       |         |         | 0      | 5      | 0      |
| 5      | Daniil Medvedev (TBA)         |            |            |            |        |        | ●        |          | ●       |         | ●       |         | 5      | 0      | 0      |
| 5      | Santiago González (MEX)       |            |            |            |        |        |          | ●        |         | ●       |         | ●       | 0      | 5      | 0      |
| 5      | Édouard Roger-Vasselin (FRA)  |            |            |            |        |        |          | ●        |         | ●       |         | ●       | 0      | 5      | 0      |
| 5      | Máximo González (ARG)         |            |            |            |        |        |          | ●        |         | ●       |         | ●       | 0      | 5      | 0      |
| 5      | Andrés Molteni (ARG)          |            |            |            |        |        |          | ●        |         | ●       |         | ●       | 0      | 5      | 0      |
| 4      | Rajeev Ram (USA)              |            | ●          |            |        | ●      |          |          |         | ●       |         | ●       | 0      | 4      | 0      |
| 4      | Joe Salisbury (GBR)           |            | ●          |            |        | ●      |          |          |         | ●       |         | ●       | 0      | 4      | 0      |
| 4      | Mate Pavić (HRV)              |            |            | ●          |        |        |          |          |         |         |         | ●       | 0      | 3      | 1      |
| 4      | Jannik Sinner (ITA)           |            |            |            |        |        | ●        |          | ●       |         | ●       |         | 4      | 0      | 0      |
| 4      | Jamie Murray (GBR)            |            |            |            |        |        |          |          |         |         |         | ●       | 0      | 4      | 0      |
| 4      | Michael Venus (AUS)           |            |            |            |        |        |          |          |         |         |         | ●       | 0      | 4      | 0      |
| 3      | Andrej Rublëv (TBA)           |            |            |            |        |        | ●        | ●        |         |         | ●       |         | 2      | 1      | 0      |
| 3      | Alexander Erler (AUT)         |            |            |            |        |        |          |          |         | ●       |         | ●       | 0      | 3      | 0      |
| 3      | Lucas Miedler (AUT)           |            |            |            |        |        |          |          |         | ●       |         | ●       | 0      | 3      | 0      |
| 3      | Nikola Mektić (HRV)           |            |            |            |        |        |          |          |         |         |         | ●       | 0      | 3      | 0      |
| 3      | Sebastián Báez (ARG)          |            |            |            |        |        |          |          |         |         | ●       |         | 3      | 0      | 0      |
| 3      | Adrian Mannarino (FRA)        |            |            |            |        |        |          |          |         |         | ●       |         | 3      | 0      | 0      |
| 3      | Marcelo Arévalo (SVN)         |            |            |            |        |        |          | ●        |         |         |         | ●       | 0      | 3      | 0      |
| 3      | Jean-Julien Rojer (NLD)       |            |            |            |        |        |          | ●        |         |         |         | ●       | 0      | 3      | 0      |
| 3      | Nathaniel Lammons (USA)       |            |            |            |        |        |          |          |         |         |         | ●       | 0      | 3      | 0      |
| 3      | Jackson Withrow (USA)         |            |            |            |        |        |          |          |         |         |         | ●       | 0      | 3      | 0      |
| 2      | Rinky Hijikata (AUS)          |            | ●          |            |        |        |          |          |         | ●       |         |         | 0      | 2      | 0      |
| 2      | Wesley Koolhof (NLD)          |            | ●          |            |        |        |          |          |         |         |         | ●       | 0      | 2      | 0      |
| 2      | Neal Skupski (GBR)            |            | ●          |            |        |        |          |          |         |         |         | ●       | 0      | 2      | 0      |
| 2      | Tim Pütz (DEU)                |            |            | ●          |        |        |          |          |         | ●       |         |         | 0      | 1      | 1      |
| 2      | Harri Heliövaara (FIN)        |            |            | ●          |        |        |          |          |         |         |         | ●       | 0      | 1      | 1      |
| 2      | Hubert Hurkacz (POL)          |            |            |            |        |        | ●        |          |         |         | ●       |         | 2      | 0      | 0      |
| 2      | Tallon Griekspoor (NLD)       |            |            |            |        |        |          |          |         |         | ●       |         | 2      | 0      | 0      |
| 2      | Rohan Bopanna (IND)           |            |            |            |        |        |          | ●        |         |         |         | ●       | 0      | 2      | 0      |
| 2      | Matthew Ebden (AUS)           |            |            |            |        |        |          | ●        |         |         |         | ●       | 0      | 2      | 0      |
| 2      | Hugo Nys (MCO)                |            |            |            |        |        |          | ●        |         |         |         | ●       | 0      | 2      | 0      |
| 2      | Jan Zieliński (POL)           |            |            |            |        |        |          | ●        |         |         |         | ●       | 0      | 2      | 0      |
| 2      | Alexander Zverev (DEU)        |            |            |            |        |        |          |          | ●       |         | ●       |         | 2      | 0      | 0      |
| 2      | Aleksandr Bublik (KAZ)        |            |            |            |        |        |          |          | ●       |         | ●       |         | 2      | 0      | 0      |
| 2      | Marcelo Melo (BRA)            |            |            |            |        |        |          |          |         | ●       |         |         | 0      | 2      | 0      |
| 2      | John Peers (AUS)              |            |            |            |        |        |          |          |         | ●       |         |         | 0      | 2      | 0      |
| 2      | Max Purcell (AUS)             |            |            |            |        |        |          |          |         | ●       |         | ●       | 0      | 2      | 0      |
| 2      | Nicolás Jarry (CHL)           |            |            |            |        |        |          |          |         |         | ●       |         | 2      | 0      | 0      |
| 2      | Frances Tiafoe (USA)          |            |            |            |        |        |          |          |         |         | ●       |         | 2      | 0      | 0      |
| 2      | Taylor Fritz (USA)            |            |            |            |        |        |          |          |         |         | ●       |         | 2      | 0      | 0      |
| 2      | Stefanos Tsitsipas (GRC)      |            |            |            |        |        |          |          |         |         | ●       | ●       | 1      | 1      | 0      |
| 2      | Sander Gillé (BEL)            |            |            |            |        |        |          |          |         |         |         | ●       | 0      | 2      | 0      |
| 2      | Andrea Vavassori (ITA)        |            |            |            |        |        |          |          |         |         |         | ●       | 0      | 2      | 0      |
| 2      | Joran Vliegen (BEL)           |            |            |            |        |        |          |          |         |         |         | ●       | 0      | 2      | 0      |
| 2      | Gonzalo Escobar (ECU)         |            |            |            |        |        |          |          |         |         |         | ●       | 0      | 2      | 0      |
| 2      | Oleksandr Nedovjesov (KAZ)    |            |            |            |        |        |          |          |         |         |         | ●       | 0      | 2      | 0      |
| 1      | Jason Kubler (AUS)            |            | ●          |            |        |        |          |          |         |         |         |         | 0      | 1      | 0      |
| 1      | Rafael Matos (BRA)            |            |            | ●          |        |        |          |          |         |         |         |         | 0      | 0      | 1      |
| 1      | Karen Chačanov (TBA)          |            |            |            |        |        |          | ●        |         |         |         |         | 0      | 1      | 0      |
| 1      | Marcel Granollers (ESP)       |            |            |            |        |        |          | ●        |         |         |         |         | 0      | 1      | 0      |
| 1      | Horacio Zeballos (ARG)        |            |            |            |        |        |          | ●        |         |         |         |         | 0      | 1      | 0      |
| 1      | Alex de Minaur (AUS)          |            |            |            |        |        |          |          | ●       |         |         |         | 1      | 0      | 0      |
| 1      | Cameron Norrie (GBR)          |            |            |            |        |        |          |          | ●       |         |         |         | 1      | 0      | 0      |
| 1      | Daniel Evans (GBR)            |            |            |            |        |        |          |          | ●       |         |         |         | 1      | 0      | 0      |
| 1      | Ben Shelton (USA)             |            |            |            |        |        |          |          | ●       |         |         |         | 1      | 0      | 0      |
| 1      | Félix Auger-Aliassime (CAN)   |            |            |            |        |        |          |          | ●       |         |         |         | 1      | 0      | 0      |
| 1      | Maxime Cressy (USA)           |            |            |            |        |        |          |          |         | ●       |         |         | 0      | 1      | 0      |
| 1      | Fabrice Martin (FRA)          |            |            |            |        |        |          |          |         | ●       |         |         | 0      | 1      | 0      |
| 1      | Kevin Krawietz (DEU)          |            |            |            |        |        |          |          |         | ●       |         |         | 0      | 1      | 0      |
| 1      | Roberto Carballés Baena (ESP) |            |            |            |        |        |          |          |         |         | ●       |         | 1      | 0      | 0      |
| 1      | Francisco Cerúndolo (ARG)     |            |            |            |        |        |          |          |         |         | ●       |         | 1      | 0      | 0      |
| 1      | Christopher Eubanks (USA)     |            |            |            |        |        |          |          |         |         | ●       |         | 1      | 0      | 0      |
| 1      | Arthur Fils (FRA)             |            |            |            |        |        |          |          |         |         | ●       |         | 1      | 0      | 0      |
| 1      | Richard Gasquet (FRA)         |            |            |            |        |        |          |          |         |         | ●       |         | 1      | 0      | 0      |
| 1      | Kwon Soon-woo (KOR)           |            |            |            |        |        |          |          |         |         | ●       |         | 1      | 0      | 0      |
| 1      | Dušan Lajović (SRB)           |            |            |            |        |        |          |          |         |         | ●       |         | 1      | 0      | 0      |
| 1      | Holger Rune (DNK)             |            |            |            |        |        |          |          |         |         | ●       |         | 1      | 0      | 0      |
| 1      | Casper Ruud (NOR)             |            |            |            |        |        |          |          |         |         | ●       |         | 1      | 0      | 0      |
| 1      | Wu Yibing (CHN)               |            |            |            |        |        |          |          |         |         | ●       |         | 1      | 0      | 0      |
| 1      | Pedro Cachín (ARG)            |            |            |            |        |        |          |          |         |         | ●       |         | 1      | 0      | 0      |
| 1      | Alexei Popyrin (AUS)          |            |            |            |        |        |          |          |         |         | ●       |         | 1      | 0      | 0      |
| 1      | Karen Khachanov (TBA)         |            |            |            |        |        |          |          |         |         | ●       |         | 1      | 0      | 0      |
| 1      | Gaël Monfils (FRA)            |            |            |            |        |        |          |          |         |         | ●       |         | 1      | 0      | 0      |
| 1      | Ugo Humbert (FRA)             |            |            |            |        |        |          |          |         |         |         | ●       | 1      | 0      | 0      |
| 1      | Simone Bolelli (ITA)          |            |            |            |        |        |          |          |         |         |         | ●       | 0      | 1      | 0      |
| 1      | Marcelo Demoliner (BRA)       |            |            |            |        |        |          |          |         |         |         | ●       | 0      | 1      | 0      |
| 1      | Fabio Fognini (ITA)           |            |            |            |        |        |          |          |         |         |         | ●       | 0      | 1      | 0      |
| 1      | Lloyd Glasspool (GBR)         |            |            |            |        |        |          |          |         |         |         | ●       | 0      | 1      | 0      |
| 1      | Robin Haase (NLD)             |            |            |            |        |        |          |          |         |         |         | ●       | 0      | 1      | 0      |
| 1      | Matwé Middelkoop (NLD)        |            |            |            |        |        |          |          |         |         |         | ●       | 0      | 1      | 0      |
| 1      | Andrea Pellegrino (ITA)       |            |            |            |        |        |          |          |         |         |         | ●       | 0      | 1      | 0      |
| 1      | Jordan Thompson (AUS)         |            |            |            |        |        |          |          |         |         |         | ●       | 0      | 1      | 0      |
| 1      | Lloyd Harris (ZAF)            |            |            |            |        |        |          |          |         |         |         | ●       | 0      | 1      | 0      |
| 1      | Yuki Bhambri (IND)            |            |            |            |        |        |          |          |         |         |         | ●       | 0      | 1      | 0      |
| 1      | Dominic Stricker (CHE)        |            |            |            |        |        |          |          |         |         |         | ●       | 0      | 1      | 0      |
| 1      | Stan Wawrinka (CHE)           |            |            |            |        |        |          |          |         |         |         | ●       | 0      | 1      | 0      |
| 1      | Blaž Rola (SVN)               |            |            |            |        |        |          |          |         |         |         | ●       | 0      | 1      | 0      |
| 1      | Nino Serdarušić (HRV)         |            |            |            |        |        |          |          |         |         |         | ●       | 0      | 1      | 0      |
| 1      | Sadio Doumbia (FRA)           |            |            |            |        |        |          |          |         |         |         | ●       | 0      | 1      | 0      |
| 1      | Fabien Reboul (FRA)           |            |            |            |        |        |          |          |         |         |         | ●       | 0      | 1      | 0      |
| 1      | Petros Tsitsipas (GRC)        |            |            |            |        |        |          |          |         |         |         | ●       | 0      | 1      | 0      |
| 1      | Andrej Golubev (KAZ)          |            |            |            |        |        |          |          |         |         |         | ●       | 0      | 1      | 0      |
| 1      | Denys Molčanov (UKR)          |            |            |            |        |        |          |          |         |         |         | ●       | 0      | 1      | 0      |

### Titoli vinti per nazione
Aggiornato al 20 novembre 2023
| Totale | Nazione       | Grand Slam | Grand Slam | Grand Slam | Finals | Finals | ATP 1000 | ATP 1000 | ATP 500 | ATP 500 | ATP 250 | ATP 250 | Totali | Totali | Totali |
| Totale | Nazione       | S          | D          | M          | S      | D      | S        | D        | S       | D       | S       | D       | S      | D      | M      |
| ------ | ------------- | ---------- | ---------- | ---------- | ------ | ------ | -------- | -------- | ------- | ------- | ------- | ------- | ------ | ------ | ------ |
| 20     | Stati Uniti   |            | 2          |            |        | 1      |          | 1        | 1       | 5       | 5       | 5       | 6      | 14     | 0      |
| 14     | Francia       |            |            |            |        |        |          | 2        |         | 2       | 7       | 3       | 7      | 7      | 0      |
| 13     | Gran Bretagna |            | 2          |            |        | 1      |          |          | 2       | 1       |         | 7       | 2      | 11     | 0      |
| 11     | Argentina     |            |            |            |        |        |          | 2        |         | 3       | 5       | 1       | 5      | 6      | 0      |
| 10     | Croazia       |            | 1          | 1          |        |        |          | 1        |         | 3       |         | 4       | 0      | 9      | 1      |
| 8      | Serbia        | 3          |            |            | 1      |        | 2        |          |         |         |         |         | 8      | 0      | 0      |
| 8      | Spagna        | 1          |            |            |        |        | 2        | 1        | 2       |         | 2       |         | 7      | 1      | 0      |
| 8      | Australia     |            | 1          |            |        |        |          | 1        |         |         | 2       | 4       | 2      | 6      | 0      |
| 8      | Paesi Bassi   |            | 1          |            |        |        |          | 1        |         |         | 2       | 4       | 2      | 6      | 0      |
| 7      | Italia        |            |            |            |        |        | 1        |          | 2       |         | 1       | 3       | 4      | 3      | 0      |
| 5      | Messico       |            |            |            |        |        |          | 2        |         | 1       |         | 2       | 0      | 5      | 0      |
| 5      | Kazakistan    |            |            |            |        |        |          |          |         | 1       | 1       | 3       | 2      | 3      | 0      |
| 4      | Germania      |            |            | 1          |        |        |          |          | 1       | 1       | 1       |         | 2      | 1      | 1      |
| 4      | Polonia       |            |            |            |        |        | 1        | 1        |         |         | 1       | 1       | 2      | 2      | 0      |
| 4      | Nuova Zelanda |            |            |            |        |        |          |          |         |         |         | 4       | 0      | 4      | 0      |
| 3      | Brasile       |            |            | 1          |        |        |          |          |         | 1       |         | 1       | 0      | 2      | 1      |
| 3      | El Salvador   |            |            |            |        |        |          | 1        |         |         |         | 2       | 0      | 3      | 0      |
| 3      | India         |            |            |            |        |        |          | 1        |         |         |         | 2       | 0      | 3      | 0      |
| 3      | Austria       |            |            |            |        |        |          |          |         | 1       |         | 2       | 0      | 3      | 0      |
| 2      | Finlandia     |            |            | 1          |        |        |          |          |         |         |         | 1       | 0      | 1      | 1      |
| 1      | Monaco        |            |            |            |        |        |          | 1        |         |         |         | 1       | 0      | 2      | 0      |
| 2      | Cile          |            |            |            |        |        |          |          |         |         | 2       |         | 2      | 0      | 0      |
| 2      | Grecia        |            |            |            |        |        |          |          |         |         | 1       | 1       | 1      | 1      | 0      |
| 2      | Belgio        |            |            |            |        |        |          |          |         |         |         | 2       | 0      | 2      | 0      |
| 1      | Canada        |            |            |            |        |        |          |          | 1       |         |         |         | 0      | 1      | 0      |
| 1      | Cina          |            |            |            |        |        |          |          |         |         | 1       |         | 1      | 0      | 0      |
| 1      | Danimarca     |            |            |            |        |        |          |          |         |         | 1       |         | 1      | 0      | 0      |
| 1      | Norvegia      |            |            |            |        |        |          |          |         |         | 1       |         | 1      | 0      | 0      |
| 1      | Corea del Sud |            |            |            |        |        |          |          |         |         | 1       |         | 1      | 0      | 0      |
| 1      | Ecuador       |            |            |            |        |        |          |          |         |         |         | 1       | 0      | 1      | 0      |
| 1      | Sudafrica     |            |            |            |        |        |          |          |         |         |         | 1       | 0      | 1      | 0      |
| 1      | Slovenia      |            |            |            |        |        |          |          |         |         |         | 1       | 0      | 1      | 0      |
| 1      | Svizzera      |            |            |            |        |        |          |          |         |         |         | 1       | 0      | 1      | 0      |
| 1      | Ucraina       |            |            |            |        |        |          |          |         |         |         | 1       | 0      | 1      | 0      |

### Dati sui titoli

#### Primo titolo
I seguenti giocatori hanno vinto il loro primo torneo nel Tour ATP (in tornei di singolare, doppio e doppio misto):

##### Singolare
- Tallon Griekspoor (26 anni, 189 giorni) – Pune (tabellone)
- Wu Yibing (23 anni, 121 giorni) – Dallas (tabellone)
- Arthur Fils (18 anni, 349 giorni) – Lione (tabellone)
- Christopher Eubanks (27 anni, 57 giorni) – Mallorca (tabellone)
- Pedro Cachín (28 anni, 102 giorni) – Gstaad (tabellone)
- Ben Shelton (21 anni, 13 giorni) – Tokyo (tabellone)

##### Doppio
- Rinky Hijikata (21 anni, 339 giorni) – Australian Open (tabellone)
- Jason Kubler (29 anni, 254 giorni) – Australian Open (tabellone)
- Maxime Cressy (25 anni, 300 giorni) – Dubai (tabellone)
- Andrea Pellegrino (25 anni, 346 giorni) – Santiago del Cile (tabellone)
- Karen Chačanov (26 anni, 350 giorni) – Madrid (tabellone)
- Yuki Bhambri (30 anni, 362 giorni) – Mallorca (tabellone)
- Lloyd Harris (26 anni, 127 giorni) – Mallorca (tabellone)
- Oleksandr Nedovjesov (36 anni, 158 giorni) – Gstaad (tabellone)
- Blaž Rola (32 anni, 297 giorni) – Umag (tabellone)
- Nino Serdarušić (26 anni, 228 giorni) – Umag (tabellone)
- Sadio Doumbia (32 anni, 287 giorni) – Chengdu (tabellone)
- Fabien Reboul (27 anni, 290 giorni) – Chengdu (tabellone)
- Andrej Golubev (36 anni, 92 giorni) – Stoccoloma (tabellone)
- Petros Tsitsipas (23 anni, 87 giorni) – Anversa (tabellone)

##### Doppio misto
- Rafael Matos (27 anni, 21 giorni) – Australian Open (tabellone)
- Tim Pütz (35 anni, 201 giorni) – Open di Francia (tabellone)
- Harri Heliövaara (34 anni, 97 giorni) – US Open (tabellone)

#### Difesa del titolo
I seguenti giocatori sono riusciti a difendere il titolo conquistato nella stagione precedente in tornei di singolare, doppio e doppio misto:

##### Singolare
- Carlos Alcaraz – Barcellona (tabellone), Madrid (tabellone)
- Holger Rune – Monaco di Baviera (tabellone)
- Félix Auger-Aliassime – Basilea (tabellone)
- Novak Đoković – ATP Finals (tabellone)

##### Doppio
- Andrés Molteni – Córdoba (tabellone)
- Marcelo Arévalo – Delray Beach (tabellone)
- Jean-Julien Rojer – Delray Beach (tabellone)
- Wesley Koolhof – 's-Hertogenbosch (tabellone)
- Neal Skupski – 's-Hertogenbosch (tabellone)
- Mate Pavić – Stoccarda (tabellone), Eastburne (tabellone)
- Nikola Mektić – Eastburne (tabellone)
- Rajeev Ram – US Open (tabellone), ATP Finals (tabellone),
- Joe Salisbury – US Open (tabellone), ATP Finals (tabellone),
- Ivan Dodig – Pechino (tabellone)

### Best ranking
I seguenti giocatori hanno ottenuto in questa stagione il loro best ranking nella Top 50  (in grassetto i giocatori che hanno raggiunto la top 10):

#### Singolare
- Miomir Kecmanović (n. 27 il 16 gennaio)
- Jack Draper (n. 38 il 16 gennaio)
- Benjamin Bonzi (n. 42 il 6 febbraio)
- Constant Lestienne (n. 48 il 6 febbraio)
- J.J. Wolf (n. 39 il 13 febbraio)
- Marc-Andrea Hüsler (n. 47 il 13 febbraio)
- Federico Coria (n. 49 il 13 febbraio)
- Taylor Fritz (n. 5 il 27 febbraio)
- Emil Ruusuvuori (n. 37 il 3 aprile)
- Roberto Carballés Baena (n. 49 il 10 aprile)
- Mikael Ymer (n. 50 il 17 aprile)
- Bernabé Zapata Miralles (n. 37 il 22 maggio)
- Frances Tiafoe (n. 10 il 19 giugno)
- Francisco Cerúndolo (n. 19 il 19 giugno)
- Jan-Lennard Struff (n. 21 il 19 giugno)
- Yoshihito Nishioka (n. 24 il 19 giugno)
- Tomás Martín Etcheverry (n. 46 il 22 maggio)
- Lorenzo Musetti (n. 15 il 26 giugno)
- Yannick Hanfmann (n. 45 il 3 luglio)
- Grégoire Barrère (n. 49 il 3 luglio)
- Aleksandr Bublik (n. 25 il 31 luglio)
- Christopher Eubanks (n. 29 il 31 luglio)
- Daniel Evans (n. 21 il 7 agosto)
- Pedro Cachín (n. 48 il 7 agosto)
- Aleksandar Vukic (n. 48 il 14 agosto)
- Alejandro Davidovich Fokina (n. 21 il 21 agosto)
- Jiří Lehečka (n. 29 il 28 agosto)
- Sebastián Báez (n. 27 il 25 settembre)
- Jannik Sinner (n. 4 il 2 ottobre)
- Alex de Minaur (n. 11 il 2 ottobre)
- Tommy Paul (n. 12 il 2 ottobre)
- Daniel Altmaier (n. 47 il 2 ottobre)
- Sebastian Korda (n. 23 il 16 ottobre)
- Mackenzie McDonald (n. 37 il 16 ottobre)
- Max Purcell (n. 40 il 16 ottobre)
- Ben Shelton (n. 15 il 23 ottobre)
- Alexei Popyrin (n. 39  il 23 ottobre)
- Arthur Fils (n. 36 il 30 ottobre)
- Matteo Arnaldi (n. 41 il 30 ottobre)
- Nicolás Jarry (n. 19 il 6 novembre)
- Tallon Griekspoor (n. 21 il 6 novembre)
- Roman Safiullin (n. 29 il 6 novembre)
- Ugo Humbert (n. 20 il 13 novembre)
- Sebastian Ofner (n. 43 il 13 novembre)
- Aleksandr Ševčenko (n. 49 il 13 novembre)

#### Doppio
- Matwé Middelkoop (n. 18 il 6 febbraio)
- Rafael Matos (n. 26 il 6 febbraio)
- David Vega Hernández (n. 28 il 13 febbraio)
- Fabrice Martin (n. 19 il 24 aprile)
- Alexander Erler (n. 32 l'8 maggio)
- Lucas Miedler (n. 33 l'8 maggio)
- Jason Kubler (n. 27 il 22 maggio)
- Robin Haase (n. 29 il 22 maggio)
- Henry Patten (n. 50 il 22 maggio)
- Austin Krajicek (n. 1 il 12 giugno)
- Lloyd Glasspool (n. 7 il 12 giugno)
- Harri Heliövaara (n. 7 il 12 giugno)
- Hugo Nys (n. 12 il 12 giugno)
- Jan Zieliński (n. 7 il 19 giugno)
- Sam Weissborn (n. 50 il 17 luglio)
- Andrea Vavassori (n. 41 il 31 luglio)
- Joran Vliegen (n. 17 il 7 agosto)
- Romain Arneodo (n. 50 il 14 agosto)
- Andrés Molteni (n. 7 il 21 agosto)
- Ivan Dodig (n. 2 l'11 settembre)
- Máximo González (n. 10 l'11 settembre)
- Nathaniel Lammons (n. 27 l'11 settembre)
- Albano Olivetti (n. 49 l'11 settembre)
- Sander Gillé (n. 18 il 25 settembre)
- Mackenzie McDonald (n. 49 il 2 ottobre)
- Oleksandr Nedovjesov (n. 43 il 16 ottobre)
- Rinky Hijikata (n. 23 il 30 ottobre)
- Robert Galloway (n. 44 il 30 ottobre)
- Sadio Doumbia (n. 34 il 6 novembre)
- Fabien Reboul (n. 36 il 6 novembre
- Andrej Rublëv (n. 44 il 6 novembre)
- Julian Cash (n. 47 il 6 novembre)
- Matthew Ebden (n. 4 il 13 novembre)
- Santiago González (n. 7 il 13 novembre)
- Jackson Withrow (n. 22 il 13 novembre)

## Ranking ATP
Le seguenti tabelle elencano le prime 20 posizioni del ranking annuale (race ranking) e del ranking perpetuo (ATP Ranking) per il singolare, il doppio e le coppie di doppio.

### Singolare
| Ranking single race al 13 novembre 2023 | Ranking single race al 13 novembre 2023 | Ranking single race al 13 novembre 2023 | Ranking single race al 13 novembre 2023 | Ranking single race al 13 novembre 2023 |
| N.                                      | Giocatore                               | Punti                                   | T                                       |                                         |
| --------------------------------------- | --------------------------------------- | --------------------------------------- | --------------------------------------- | --------------------------------------- |
| 1                                       | Novak Đoković (SRB)                     | 9 945                                   | 17                                      |                                         |
| 2                                       | Carlos Alcaraz (ESP)                    | 8 455                                   | 17                                      |                                         |
| 3                                       | Daniil Medvedev (TBA)                   | 7 200                                   | 21                                      |                                         |
| 4                                       | Jannik Sinner (ITA)                     | 5 490                                   | 22                                      |                                         |
| 5                                       | Andrej Rublëv (TBA)                     | 4 805                                   | 24                                      |                                         |
| 6                                       | Stefanos Tsitsipas (GRC)                | 4 235                                   | 23                                      |                                         |
| 7                                       | Alexander Zverev (DEU)                  | 3 585                                   | 26                                      |                                         |
| 8                                       | Holger Rune (DNK)                       | 3 460                                   | 22                                      |                                         |
| 9                                       | Hubert Hurkacz (POL)                    | 3 245                                   | 23                                      |                                         |
| 10                                      | Taylor Fritz (USA)                      | 3 100                                   | 26                                      |                                         |
| 11                                      | Casper Ruud (NOR)                       | 2 825                                   | 24                                      |                                         |
| 12                                      | Alex de Minaur (AUS)                    | 2 740                                   | 25                                      |                                         |
| 13                                      | Tommy Paul (USA)                        | 2 665                                   | 26                                      |                                         |
| 14                                      | Grigor Dimitrov (BGR)                   | 2 570                                   | 23                                      |                                         |
| 15                                      | Karen Chačanov (TBA)                    | 2 520                                   | 22                                      |                                         |
| 16                                      | Frances Tiafoe (USA)                    | 2 310                                   | 22                                      |                                         |
| 17                                      | Ben Shelton (USA)                       | 2 215                                   | 27                                      |                                         |
| 18                                      | Cameron Norrie (GBR)                    | 1 940                                   | 25                                      |                                         |
| 19                                      | Nicolás Jarry (CHL)                     | 1 810                                   | 22                                      |                                         |
| 20                                      | Ugo Humbert (FRA)                       | 1 765                                   | 28                                      |                                         |

     Qualificato alle ATP Finals 2023
| ATP Ranking Singolare, al 28 luglio 2025 | ATP Ranking Singolare, al 28 luglio 2025 | ATP Ranking Singolare, al 28 luglio 2025 | ATP Ranking Singolare, al 28 luglio 2025 | ATP Ranking Singolare, al 28 luglio 2025 |
| N.                                       | Giocatore                                | Punti                                    | +/-                                      |                                          |
| ---------------------------------------- | ---------------------------------------- | ---------------------------------------- | ---------------------------------------- | ---------------------------------------- |
| 1                                        | Jannik Sinner (ITA)                      | 12 030                                   | Stabile                                  |                                          |
| 2                                        | Carlos Alcaraz (ESP)                     | 8 600                                    | Stabile                                  |                                          |
| 3                                        | Alexander Zverev (DEU)                   | 6 030                                    | Stabile                                  |                                          |
| 4                                        | Taylor Fritz (USA)                       | 5 135                                    | Stabile                                  |                                          |
| 5                                        | Jack Draper (GBR)                        | 4 650                                    | Stabile                                  |                                          |
| 6                                        | Novak Đoković (SRB)                      | 4 130                                    | Stabile                                  |                                          |
| 7                                        | Ben Shelton (USA)                        | 3 520                                    | 1                                        |                                          |
| 8                                        | Alex de Minaur (AUS)                     | 3 335                                    | 5                                        |                                          |
| 9                                        | Holger Rune (DNK)                        | 3 250                                    | Stabile                                  |                                          |
| 10                                       | Lorenzo Musetti (ITA)                    | 3 195                                    | 3                                        |                                          |
| 11                                       | Andrej Rublëv (TBA)                      | 3 110                                    | 1                                        |                                          |
| 12                                       | Frances Tiafoe (USA)                     | 2 990                                    | 1                                        |                                          |
| 13                                       | Casper Ruud (NOR)                        | 2 905                                    | 1                                        |                                          |
| 14                                       | Daniil Medvedev (TBA)                    | 2 720                                    | Stabile                                  |                                          |
| 15                                       | Tommy Paul (USA)                         | 2 620                                    | Stabile                                  |                                          |
| 16                                       | Karen Chačanov (TBA)                     | 2 590                                    | Stabile                                  |                                          |
| 17                                       | Flavio Cobolli (ITA)                     | 2 385                                    | 1                                        |                                          |
| 18                                       | Jakub Menšík (CZE)                       | 2 362                                    | 1                                        |                                          |
| 19                                       | Alejandro Davidovich Fokina (ESP)        | 2 225                                    | 7                                        |                                          |
| 20                                       | Grigor Dimitrov (BGR)                    | 2 155                                    | Stabile                                  |                                          |

#### N. 1 nelranking
| Giocatore            | Da                | A                 |
| -------------------- | ----------------- | ----------------- |
| Carlos Alcaraz (ESP) | fine 2022         | 29 gennaio 2023   |
| Novak Đoković (SRB)  | 30 gennaio 2023   | 19 marzo 2023     |
| Carlos Alcaraz (ESP) | 20 marzo 2023     | 2 aprile 2023     |
| Novak Đoković (SRB)  | 3 aprile 2023     | 21 maggio 2023    |
| Carlos Alcaraz (ESP) | 22 maggio 2023    | 11 giugno 2023    |
| Novak Đoković (SRB)  | 12 giugno 2023    | 25 giugno 2023    |
| Carlos Alcaraz (ESP) | 26 giugno 2023    | 10 settembre 2023 |
| Novak Đoković (SRB)  | 11 settembre 2023 | fine 2023         |

### Doppio
| Ranking double race al 13 novembre 2023 | Ranking double race al 13 novembre 2023              | Ranking double race al 13 novembre 2023 | Ranking double race al 13 novembre 2023 | Ranking double race al 13 novembre 2023 |
| N.                                      | Giocatrici                                           | Punti                                   | T                                       |                                         |
| --------------------------------------- | ---------------------------------------------------- | --------------------------------------- | --------------------------------------- | --------------------------------------- |
| 1                                       | Ivan Dodig (HRV) Austin Krajicek (HRV)               | 6 330                                   | 19                                      |                                         |
| 2                                       | Wesley Koolhof (NLD) Neal Skupski (GBR)              | 6 060                                   | 22                                      |                                         |
| 3                                       | Rohan Bopanna (IND) Matthew Ebden (AUS)              | 5 990                                   | 20                                      |                                         |
| 4                                       | Santiago González (MEX) Édouard Roger-Vasselin (FRA) | 5 610                                   | 26                                      |                                         |
| 5                                       | Marcel Granollers (ESP) Horacio Zeballos (ARG)       | 5 127                                   | 20                                      |                                         |
| 6                                       | Rajeev Ram (USA) Joe Salisbury (GBR)                 | 4 822                                   | 22                                      |                                         |
| 7                                       | Máximo González (ARG) Andrés Molteni (ARG)           | 4 380                                   | 25                                      |                                         |
| 8                                       | Nathaniel Lammons (USA) Jackson Withrow (USA)        | 4 025                                   | 33                                      |                                         |
| 9                                       | Hugo Nys (MCO) Jan Zieliński (POL)                   | 2 850                                   | 28                                      |                                         |
| 10                                      | Marcelo Arévalo (ESA) Jean-Julien Rojer (NLD)        | 3 840                                   | 23                                      |                                         |
|                                         |                                                      |                                         |                                         |                                         |
| 17                                      | Rinky Hijikata (AUS) Jason Kubler (AUS)*             | 2 180                                   | 8                                       |                                         |

     Qualificato alle ATP Finals 2023
*Hijikata e Kubler si sono qualificati alle ATP Finals in quanto vincitori di uno Slam, l'Australian Open, ed avendo chiuso la race nella top 20.
| ATP Ranking Doppio, al 28 luglio 2025 | ATP Ranking Doppio, al 28 luglio 2025 | ATP Ranking Doppio, al 28 luglio 2025 | ATP Ranking Doppio, al 28 luglio 2025 | ATP Ranking Doppio, al 28 luglio 2025 |
| N.                                    | Giocatore                             | Punti                                 | +/-                                   |                                       |
| ------------------------------------- | ------------------------------------- | ------------------------------------- | ------------------------------------- | ------------------------------------- |
| T1                                    | Marcelo Arévalo (SLV)                 | 8 595                                 | Stabile                               |                                       |
| T1                                    | Mate Pavić (HRV)                      | 8 595                                 | Stabile                               |                                       |
| 3                                     | Lloyd Glasspool (GBR)                 | 7 120                                 | Stabile                               |                                       |
| 4                                     | Julian Cash (GBR)                     | 6 615                                 | Stabile                               |                                       |
| T5                                    | Harri Heliövaara (FIN)                | 6 420                                 | Stabile                               |                                       |
| T5                                    | Henry Patten (GBR)                    | 6 420                                 | Stabile                               |                                       |
| 7                                     | Marcel Granollers (ESP)               | 6 135                                 | Stabile                               |                                       |
| 8                                     | Horacio Zeballos (ARG)                | 6 135                                 | Stabile                               |                                       |
| 9                                     | Kevin Krawietz (DEU)                  | 5 835                                 | Stabile                               |                                       |
| 10                                    | Tim Pütz (DEU)                        | 5 745                                 | Stabile                               |                                       |
| 11                                    | Simone Bolelli (ITA)                  | 4 940                                 | 1                                     |                                       |
| 12                                    | Andrea Vavassori (ITA)                | 4 940                                 | 2                                     |                                       |
| 13                                    | Nikola Mektić (HRV)                   | 4 670                                 | 2                                     |                                       |
| 14                                    | Neal Skupski (GBR)                    | 4 620                                 | 1                                     |                                       |
| 15                                    | Jordan Thompson (AUS)                 | 4 375                                 | Stabile                               |                                       |
| 16                                    | Joe Salisbury (GBR)                   | 4 200                                 | Stabile                               |                                       |
| 17                                    | Christian Harrison (USA)              | 3 655                                 | Stabile                               |                                       |
| 18                                    | Evan King (USA)                       | 3 561                                 | Stabile                               |                                       |
| 19                                    | Édouard Roger-Vasselin (FRA)          | 3 375                                 | 2                                     |                                       |
| 20                                    | Hugo Nys (MCO)                        | 3 340                                 | Stabile                               |                                       |

#### N. 1 nelranking
| Giocatrice                              | Da                | A                 |
| --------------------------------------- | ----------------- | ----------------- |
| Wesley Koolhof (NLD) Neal Skupski (GBR) | fine 2022         | 15 gennaio 2023   |
| Rajeev Ram (USA)                        | 16 gennaio 2023   | 29 gennaio 2023   |
| Wesley Koolhof (NLD) Neal Skupski (GBR) | 30 gennaio 2023   | 19 febbraio 2023  |
| Rajeev Ram (USA)                        | 20 febbraio 2023  | 5 marzo 2023      |
| Wesley Koolhof (NLD) Neal Skupski (GBR) | 6 marzo 2023      | 11 giugno 2023    |
| Austin Krajicek (USA)                   | 12 giugno 2023    | 18 giugno 2023    |
| Wesley Koolhof (NLD) Neal Skupski (GBR) | 19 giugno 2023    | 25 giugno 2023    |
| Austin Krajicek (USA)                   | 26 giugno 2023    | 16 luglio 2023    |
| Wesley Koolhof (NLD) Neal Skupski (GBR) | 17 luglio 2023    | 10 settembre 2023 |
| Austin Krajicek (USA)                   | 11 settembre 2023 | fine 2023         |

## Distribuzione punti
| Categoria                       | V     | F     | SF   | QF                                     | R16                                    | R32                                    | R64                                    | R128                                   | Q                                      | Q3                                     | Q2                                     | Q1                                     |
| Grand Slam (S)                  | 2000  | 1200  | 720  | 360                                    | 180                                    | 90                                     | 45                                     | 10                                     | 25                                     | 16                                     | 8                                      | 0                                      |
| Grand Slam (D)                  | 2000  | 1200  | 720  | 360                                    | 180                                    | 90                                     | 0                                      | –                                      | 25                                     | –                                      | 0                                      | 0                                      |
| ATP Finals (8S/8D)              | 1500* | 1000* | 600* | (+200 per match del round robin vinto) | (+200 per match del round robin vinto) | (+200 per match del round robin vinto) | (+200 per match del round robin vinto) | (+200 per match del round robin vinto) | (+200 per match del round robin vinto) | (+200 per match del round robin vinto) | (+200 per match del round robin vinto) | (+200 per match del round robin vinto) |
| ATP Tour Masters 1000 (96S)     | 1000  | 600   | 360  | 180                                    | 90                                     | 45                                     | 25                                     | 10                                     | 16                                     | –                                      | 8                                      | 0                                      |
| ATP Tour Masters 1000 (56S/48S) | 1000  | 600   | 360  | 180                                    | 90                                     | 45                                     | 10                                     | –                                      | 25                                     | –                                      | 16                                     | 0                                      |
| ATP Tour Masters 1000 (32D)     | 1000  | 600   | 360  | 180                                    | 90                                     | 0                                      | –                                      | –                                      | –                                      | –                                      | –                                      | –                                      |
| ATP Tour 500 (48S)              | 500   | 300   | 180  | 90                                     | 45                                     | 20                                     | 0                                      | –                                      | 10                                     | –                                      | 4                                      | 0                                      |
| ATP Tour 500 (32S)              | 500   | 300   | 180  | 90                                     | 45                                     | 0                                      | –                                      | –                                      | 20                                     | –                                      | 10                                     | 0                                      |
| ATP Tour 500 (16D)              | 500   | 300   | 180  | 90                                     | 0                                      | –                                      | –                                      | –                                      | 45                                     | –                                      | 25                                     | 0                                      |
| ATP Tour 250 (48S)              | 250   | 150   | 90   | 45                                     | 20                                     | 10                                     | 0                                      | –                                      | 5                                      | –                                      | 3                                      | 0                                      |
| ATP Tour 250 (32S/28S)          | 250   | 150   | 90   | 45                                     | 20                                     | 0                                      | –                                      | –                                      | 12                                     | –                                      | 6                                      | 0                                      |
| ATP Tour 250 (16D)              | 250   | 150   | 90   | 45                                     | 0                                      | –                                      | –                                      | –                                      | –                                      | –                                      | –                                      | –                                      |
| United Cup                      | 500** |       |      |                                        |                                        |                                        |                                        |                                        |                                        |                                        |                                        |                                        |

*Quota punti vinta con nessuna partita persa nel round robin.
**Punteggio massimo

## Maggiori guadagni
| Maggiori guadagni all'11 settembre 2023 | Maggiori guadagni all'11 settembre 2023 | Maggiori guadagni all'11 settembre 2023 | Maggiori guadagni all'11 settembre 2023 | Maggiori guadagni all'11 settembre 2023 |
| N.                                      | Giocatrice                              | T                                       | S                                       | D                                       |
| --------------------------------------- | --------------------------------------- | --------------------------------------- | --------------------------------------- | --------------------------------------- |
| 1                                       | Novak Đoković (SRB)                     | $ 15.952.044                            | $ 15.936.097                            | $ 15.947                                |
| 2                                       | Carlos Alcaraz (ESP)                    | $ 10.753.431                            | $ 10.753.431                            | $ 0                                     |
| 3                                       | Daniil Medvedev (RUS)                   | $ 9.239.679                             | $ 9.239.679                             | $ 0                                     |
| 4                                       | Jannik Sinner (ITA)                     | $ 8.349.392                             | $ 8.298.379                             | $ 51.013                                |
| 5                                       | Andrej Rublëv (RUS)                     | $ 5.488.934                             | $ 5.120.571                             | $ 368.363                               |
| 6                                       | Alexander Zverev (DEU)                  | $ 4.925.102                             | $ 4.820.664                             | $ 104.438                               |
| 7                                       | Stefanos Tsitsipas (GRC)                | $ 4.852.266                             | $ 4.700.015                             | $ 152.251                               |
| 8                                       | Holger Rune (DNK)                       | $ 4.163,930                             | $ 4.141.419                             | $ 22.511                                |
| 9                                       | Hubert Hurkacz (POL)                    | $ 3.903.425                             | $ 3.805.176                             | $ 98.249                                |
| 10                                      | Taylor Fritz (USA)                      | $ 3.476.103                             | $ 3.380.455                             | $ 95.648                                |

## Migliori match secondo ATPTour.com

### Migliori 5 match in un torneo del Grande Slam
|   | Torneo          | Round | Superficie | Vincitore                | Sfidante                | Punteggio                           |
| - | --------------- | ----- | ---------- | ------------------------ | ----------------------- | ----------------------------------- |
| 1 | Wimbledon       | F     | Erba       | Carlos Alcaraz (ESP)     | Novak Đoković (SRB)     | 1-6, 7-6(6), 6-1, 3-6, 6-4          |
| 2 | Australian Open | 1T    | Cemento    | Andy Murray (GBR)        | Matteo Berrettini (ITA) | 6-3, 6-3, 4-6, 6(7)-7, 7-6(10-6)    |
| 3 | Australian Open | 4T    | Cemento    | Andrej Rublëv (RUS)      | Holger Rune (DNK)       | 6-3, 3-6, 6-3, 4-6, 7-6(11-9)       |
| 4 | US Open         | 4T    | Cemento    | Alexander Zverev (DEU)   | Jannik Sinner (ITA)     | 6-4, 3-6, 6-2, 4-6, 6-3             |
| 5 | Wimbledon       | 1T    | Erba       | Stefanos Tsitsipas (GRC) | Dominic Thiem (AUT)     | 3-6, 7-6(1), 6-2, 6(5)-7, 7-6(10-8) |

### Migliori 5 match in un torneo ATP
|   | Torneo                   | Round | Superficie  | Vincitore             | Sfidante               | Punteggio           |
| - | ------------------------ | ----- | ----------- | --------------------- | ---------------------- | ------------------- |
| 1 | Cincinnati Open          | F     | Cemento     | Novak Đoković (SRB)   | Carlos Alcaraz (ESP)   | 5-7, 7-6(7), 7-6(4) |
| 2 | ATP Finals               | RR    | Cemento (i) | Jannik Sinner (ITA)   | Novak Đoković (SRB)    | 7-5, 6(5)-7, 7-6(2) |
| 3 | Miami Open               | SF    | Cemento     | Jannik Sinner (ITA)   | Carlos Alcaraz (ESP)   | 6(4)-7, 6-4, 6-2    |
| 4 | Adelaide International 1 | F     | Cemento     | Novak Đoković (SRB)   | Sebastian Korda (USA)  | 6(8)-7, 7-6(3), 6-4 |
| 5 | Wimbledon                | 1T    | Erba        | Daniil Medvedev (RUS) | Alexander Zverev (DEU) | 6(5)-7, 7-6(5), 7-5 |

## Ritiri
- Pablo Andújar nel dicembre 2022 ha annunciato che la presente stagione 2023 sarebbe stata la sua ultima da professionista. Nell'aprile 2023 ha partecipato all'Open di Barcellona dove ha perso al primo turno salutando il pubblico.[8] In carriera ha vinto 4 tornei ATP riuscendo a raggiungere nel luglio 2015 la posizione n. 32 nel ranking ATP. Ha raggiunto il suo miglior risultato nei tornei del Grande Slam al Roland Garros 2021 con la semifinale in doppio in coppia con Pedro Martínez.
- Matthias Bachinger si è ritirato nell'aprile 2023, dopo aver partecipato al suo ultimo torneo da profesisonista al BWM Open.[9] Nel ranking di singolare è riuscito ad arrivare a raggiungere la posizione n. 85, nell'agosto 2011.
- Thomaz Bellucci il 12 gennaio 2023 ha annunciato il suo ritiro dopo la sua partecipazione al Rio Open del febbraio 2023 (dove è stato sconfitto al primo turno da Sebastián Báez).[10][11] Diventato professionista nel 2005, Bellucci ha raggiunto il suo top ranking nel 2010, con la n. 21. A 20 anni d'età, dopo una serie di vittorie nel Challenger Tour è entrato nella Top 100 ATP, per poi vincere in carriera 4 tornei ATP (gli Suisse Open 2009 e 2012, il Movistar Open 2010 e il Geneva Open nel 2015. Altri due risultati di rilievo sono state le semifinali raggiunte al Madrid Open 2021 e i quarti di finale ai Giochi Olimpici di Rio de Janeiro nel 2016.
- Thomas Fabbiano nel maggio 2023 ha annunciato il suo ritiro dal tennis professionistico.[12] Fabbiano si è soprattutto impegnato nel Challenger Tour, riuscendo a raggiungere il suo top ranking al n. 70.[13] Nel 2017 raggiunge per la prima volta il terzo turno di un Grande Slam agli US Open (dove poi venne sconfitto dal connazionale Paolo Lorenzi). Nel torneo di Wimbledon del 2019, al primo turno è riuscito nell'impresa di battere  Stefanos Tsitsipas, testa di serie n. 7 del torneo.[14]
- Malek Jaziri ha annunciato il suo ritiro dopo il Dubai Tennis Championships (dove è stato sconfitto da Alejandro Davidovich Fokina). Il suo top ranking è la n. 42 ottenuto nel gennaio 2019. Impegnatosi soprattutto nel Challenger Tour e nei tornei Futures, Jaziri è riuscito comunque a raggiungere la finale all'Istanbul Open del 2018, le semifinali a Mosca nel 2012, a Winston-Salem nel 2015 e a Dubai nel 2018, torneo nel quale si è fermato ai quarti di finale nel 2014. Dalla stagione 2000 Jaziri ha sempre fatto parte della nazionale tunisina impegnata in Coppa Davis, squadra con cui ha giocato ben 41 partite.
- Feliciano López il 1º gennaio 2023 il tennista spagnolo ha annunciato che la stagione 2023 sarebbe stata la sua ultima da professionista, annunciando che la sua ultima apparizione sarà in occasione dei Queen's Club Championships del giugno 2023.[15][16][17] Passato professionista nel 1997, nel marzo 2015 López è riuscito a raggiungere la posizione n. 12 nel ranking ATP, facendo ancora meglio nel ranking di doppio, dove nel 2016 è arrivato ad occupare la posizione n. 9. López è stato il primo tennista spagnolo a raggiungere i quarti di finale di Wimbledon dal 1972, riuscendovi nel 2005 (quarti di finale che raggiungerà nuovamente nel 2008 e nel 2011). López detiene inoltre il particolare record di aver disputato più set con un punteggio superiore a 6-6 prima dell'introduzione del tiebreak: il suo set più lungo disputato è stato il quello giocato agli Australian Open 2009 contro Gilles Müller. Dopo aver raggiunto i quarti di finale agli US Open 2015,[18] López ha vinto il suo primo Grande Slam nel 2016, quando ha conquistato il titolo del torneo di doppio al Roland Garros, in coppia con il connazionale Marc López. Nel 2017, all'età di 35 anni, López ha vinto l'Aegon Championship al Queen's Club di Londra, battendo in finale Marin Čilić al tiebreak del terzo set. Tennista poliedrico, capace di giocare ad alti livelli in tutte le superfici, nel 2018 è riuscito per la 66ª volta consecutiva a qualificarsi in un torneo del Grande Slam, superando il record precedente di Roger Federer. Nel 2022 la sua striscia di apparizioni consecutive al tabellone principale di un Grande Slam si allunga a 79, raggiungendo inoltre il record di 81 partecipazioni complessive ai tornei del Grande Slam (record attualmente condiviso con lo stesso Federer). Sono tanti altri i record detenuti dal tennista spagnolo fra  cui il record di partecipazioni consecutive alRoland Garros, nonché il record di sconfitte subite tra tutti i tennisti dell'ATP Tour, ben 488.[19] Il 22 giugno 2021 López ha vinto la sua 500ª partita durante la sua partecipazione ai Mallorca Championships.[20] Il 13 luglio 2021, durante la sua partecipazione agli European Open di Amburgo, López è diventato il 5º giocatore della storia a raggiungere la soglia di 10.000 aces battuti in carriera.[21] Con la sua partecipazione al torneo di Indian Wells del 2021, López è infine diventato il giocatore ad aver totalizzato più partecipazioni a tornei ATP 1000, ben 139.[22]
- Pedro Sousa ha annunciato il suo ritiro nell'aprile 2023, durante il torneo challenger di Oeiras.[23] Diventato professionista nel 2007, Pedro Sousa ha raggiunto una finale nel circuito maggiore all'Argentina Open 2020 (finale persa contro Casper Ruud). Il suo top ranking ATP è la n. 99 in singolare (raggiunta nel febbraio 2019) e il n,. 241 nel ranking di doppio (nel febbraio 2013).
- John Isner ha annunciato il suo ritiro al termine degli US Open 2023.[24] a cui partecipa insieme a Jack Sock. Noto per il suo servizio, detiene il record per numero di ace di sempre nel circuito maggiore, essendo tra l'altro il solo ad aver superato la soglia di 14.000 ace in carriera. Ha disputato l'incontro più lungo della storia del tennis contro Nicolas Mahut.[25] È stato top 10, con best ranking al n.8 nel singolare, primo statunitense in classifica per circa 10 anni della sua carriera, ha vinto 16 titoli, fra cui il Masters 1000 di Miami. Nel doppio è arrivato alla 14ª posizione.
- Jack Sock ha annunciato il suo ritiro al termine degli US Open 2023.[24] a cui partecipa insieme a John Isner. Sock ha raggiunto notevoli risultati nel doppio, conquistando Wimbledon nel 2014, e nel 2018 altri 2 Grand Slam, Wimbledon e gli US Open oltre che le ATP Finals sempre nello stesso anno. Ha vinto anche il doppio misto precedentemente agli US Open nel 2011. Ai Giochi olimpici di Rio de Janeiro 2016 ha vinto la medaglia d'oro sempre nel doppio misto. In singolare è arrivato brevemente nella top10, alla posizione n.8, e si è distinto per aver vinto il Masters 1000 di Parigi.
- Mikael Ymer Si è ritirato il 25 agosto 2023, con un breve annuncio sui social network, dopo essere stato squalificato per un anno e mezzo per aver saltato tre test anti doping.[26] È stato il nº 3 del mondo tra gli juniores Ha vinto il suo unico titolo in doppio assieme al fratello Elias Ymer lo Stockholm Open 2016. Il suo migliore ranking ATP è stato il n. 50 nel singolare.
- Treat Conrad Huey, giocatore filippino nato negli Stati Uniti, ha vinto in carriera 8 titoli su 18 finali disputate nel circuito maggiore, tra le quali l'unica in un Masters 1000 persa all'Indian Wells Open 2013. Ha disputato la sua miglior stagione nel 2016, quando è diventato il primo filippino a raggiungere la semifinale al torneo di Wimbledon, ha poi raggiunto in luglio il suo best ranking in carriera al 18º posto della classifica mondiale e ha fatto la sua unica apparizione alle ATP Finals.[27]
- Guido Pella, dopo aver tentato il rientro in attività si ritira definitivamente a metà settembre.[28]

## Ritorni in attività
- Kei Nishikori, dopo un anno e mezzo di assenza (la sua ultima partita disputata nell'ATP Tour risaliva al 2021), ha annunciato il suo ritorno al tennis professionistico nell'aprile 2023 ritornando a disputare tornei di categoria Challenger a partire da maggio-giugno.[29] Nel giugno 2023, dopo due anni esatti dal suo momentaneo ritiro, Nishikori ha partecipato al Caribbean Open 2023 di Palmas Del Mar (Porto Rico). Vincitore di 12 titoli ATP, il suo miglior ranking ATP è stata la 4ª posizione del 2 marzo 2015. Primo giapponese a raggiungere una finale Slam (US Open 2014) dai tempi di Zenzo Shimizu nel 1920, negli altri tornei del Grande Slam ha disputato almeno un quarto di finale. Ai Giochi olimpici di Rio de Janeiro 2016 si è aggiudicato la medaglia di bronzo battendo Rafael Nadal nella finale per il terzo e quarto posto. Ha preso parte a 4 edizioni delle ATP Finals, raggiungendo le semifinali nel 2014 e 2016.
- Guido Pella, dopo un anno di assenza, è ritornato nel circuito ATP in occasione degli Australian Open 2023. Nella sua carriera, Guido Pella ha vinto un titolo ATP a San Paolo nel 2019. Vanta inoltre tredici tornei Challenger in singolare e sei in doppio. Ha contribuito alla vittoria della squadra argentina nella Coppa Davis 2016, primo titolo conquistato dal suo Paese nella manifestazione.
- Milos Raonic, dopo due anni di assenza, è tornato a disputare un torneo ATP in occasione del Libéma Open 2023, nel mese di giugno.[30] Nei tornei del Grande Slam, Milos Raonic vanta come miglior risultato la finale di Wimbledon 2016, anno in cui ha anche raggiunto il suo miglior piazzamento in classifica, ovvero la terza posizione. Vanta anche quattro finali nei tornei Masters 1000, tutte perse. A partire dal 2017 la sua carriera è stata condizionata da vari infortuni che ne hanno limitato i risultati.
- James Blake, dopo ben 10 anni di assenza dal circuito professionistico, ha partecipato ad un torneo di doppio ITF grazie ad una wildcard.[31]
- Kevin Anderson, dopo 1 anno di assenza dal circuito professionistico, Anderson ha annunciato di voler tornare nel circuito ATP prendendo parte all'Hall of Fame Open 2023.[32]